# Красноярский край

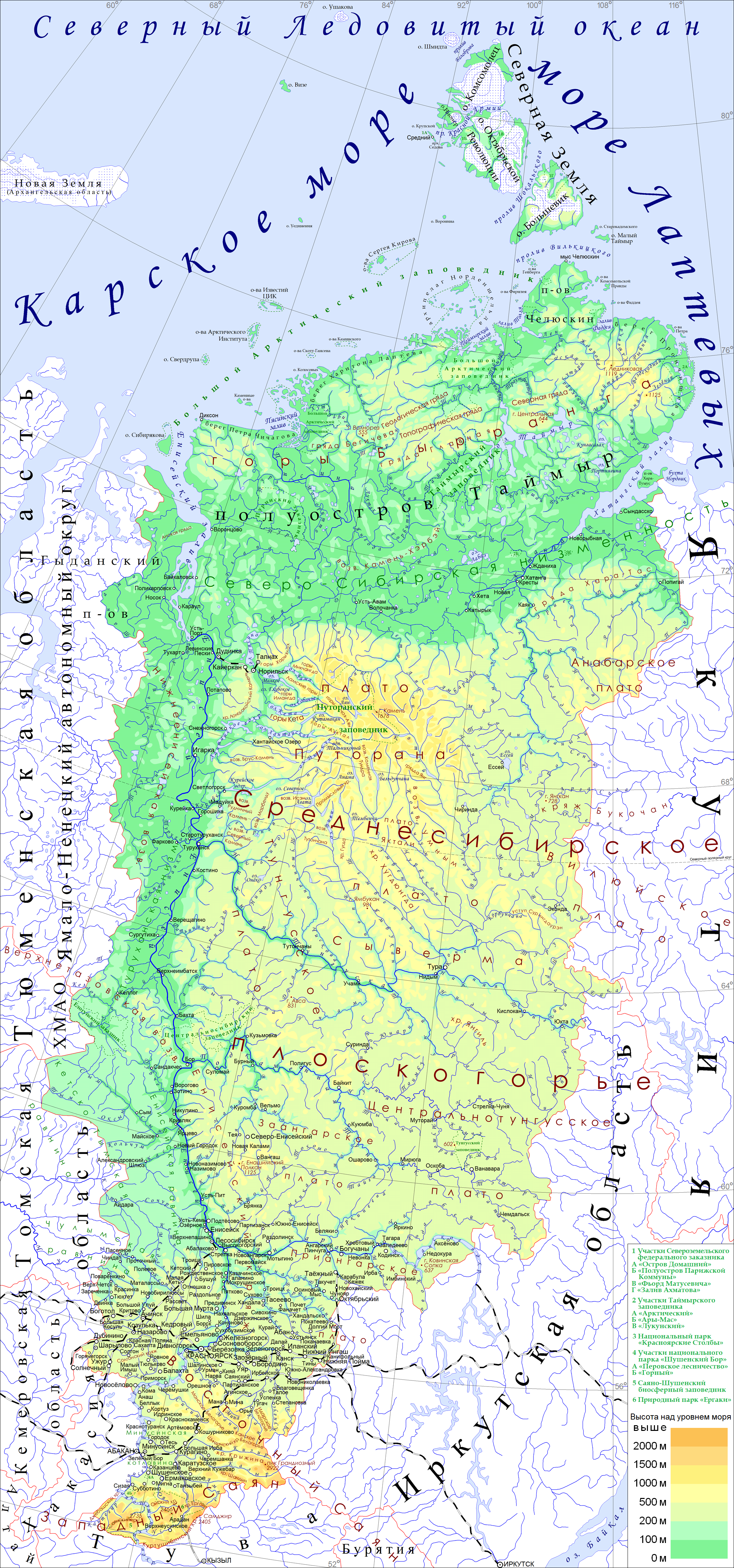
Физическая карта Красноярского края

Красноя́рский край — субъект Российской Федерации в Сибирском федеральном округе; относится к Восточно-Сибирскому экономическому району. Является вторым по площади субъектом России и крупнейшим из краёв. Площадь его составляет 2 366 797 км².
Является третьей по величине административно-территориальной единицей в мире после Якутии и Западной Австралии.
Образован 7 декабря 1934 года. Административный центр — город Красноярск. В границах практически полностью совпадает с Енисейской губернией.
Граничит с Якутией и Иркутской областью на востоке, с Тувой и Хакасией на юге, с Кемеровской, Томской областями, Ханты-Мансийским и Ямало-Ненецким автономными округами на западе. На севере через Карское море граничит с Архангельской областью (Новая Земля).

## История

### Доисторический период
Установлено, что древний человек заселил территорию края в верхнем палеолите. Возрастом 28—32 тыс. лет датируются древнейшие слои стоянки Афонтова гора, стоянки Куртак 4, Каштанка, Усть-Кова, Бражное.
Древнейшие местонахождения на берегу Дербинского залива Красноярского водохранилища датируются периодом конощельского похолодания каргинского времени (29—30 тысяч лет назад). Лобная кость человека вида Homo sapiens из местонахождения Покровка II (Малый Лог II) датируется возрастом 27740±150 лет. Периоду 18—24 тыс. л. н. относятся стоянки Ачинская и Тарачиха. Стоянка Лиственка датируется возрастом 16,5—10 тыс. лет.
По захоронениям бронзового века у деревни Андроново получила название андроновская культура (XVII—IX веках до н. э.).

### Первое государство на территории южной Сибири
На территории южной Сибири первое государство возникло в IV—III веках до н. э. Древнекитайские летописи называли создавший его народ «динлины» (кит. 丁零), а само государство — «Динлин-го» (丁零国).
Около 201 года до н. э. государство Динлин было разгромлено войсками хунну.
(Хунну (кит. 匈奴 сюнну) — древний монгольский или тюркский кочевой народ, с 220 года до н. э. по II век н. э. населявший степи к северу от Китая. Для защиты от их набегов Цинь Шихуаньди построил Великую китайскую стену. Хунну вели активные войны с китайской империей Хань, в ходе которых консолидировались в единую державу, подчинившую племена соседних кочевников. Согласно широко распространённому мнению, часть хунну дошла до Европы и, смешавшись с уграми, дала начало новому народу, который в Европе известен под названием гунны).
После разгрома Динлин войсками хунну в Хакасско-Минусинскую котловину передвинулось тюркоязычное племя енисейских кыргызов.
В VI—VII веках кыргызы с подвластными таёжными народами образовали периферийный удел центральноазиатских государств во главе с наместником — эльтебером.
В VIII веке — сепаратистская область во главе с собственными беками и иналами, претендующими на ханское достоинство (см. Барс-каган).
В IX веке — быстро расширяющаяся агрессивная степная империя с обожествляемым каганским родом.

### Дорусский период
Начиная с середины I тысячелетия на территории Сибири появились предки эвенов и эвенков. К XIII веку тунгусские племена расселились на Средней Лене, Вилюе, Олёкме.
Эвенки сложились на основе смешения аборигенов Восточной Сибири с тунгусскими племенами, пришедшими из Прибайкалья и Забайкалья. К прототунгусской общности относят глазковскую культуру.
Есть основания в качестве непосредственных предков эвенков рассматривать забайкальский народ увань, который, согласно китайским хроникам (V—VII века), обитал в горной тайге к северо-востоку от Баргузина и Селенги. Увани не были аборигенами Забайкалья, а представляли собой группу кочевников-скотоводов, пришедшую сюда из более южной местности. В процессе расселения по просторам Сибири тунгусы сталкивались с местными племенами и, в конечном счёте, ассимилировали их.
Особенности этнического формирования тунгусов привели к тому, что для них характерны три антропологических типа, а также три различных хозяйственно-культурных группы: оленеводы, скотоводы и рыболовы.
Во II тысячелетии эвенки были рассечены продвижением на север якутов. Восточные эвенки образовали этнос эвенов. До прихода русских в XVII веке эвенки (тунгусы) жили по рекам Ангаре, Вилюю, Витиму, Енисею, Верхней Лене, Амуру (орочоны), а также на побережье Байкала.
Согласно этнографическим исследованиям, в древности эвенки практиковали обряд воздушного погребения, который часто встречается и у народов, включённых Старостиным С. А. в гипотезу о сино-кавказской макросемье языков.
Предполагается, что тюркоязычные племена переселялись на территорию современной Якутии несколькими волнами, последняя из которых приходится на XIV—XV века. Якуты как народность сформировались в бассейне Средней Лены. Здесь произошло окончательное формирование народа на основе смешения пришлых тюркоязычных племён с местными палеоазиатскими родами, а также с пришлыми монголоязычными хоринцами и тунгусами.
Большинство учёных полагает, что в VIII—XII веках н. э. якуты несколькими волнами мигрировали из области озера Байкал в бассейн Лены, Алдана и Вилюя, где они частично ассимилировали, а частично вытеснили эвенков и юкагиров, живших здесь ранее. Якуты традиционно занимались скотоводством (якутская корова), получив уникальный опыт разведения крупного рогатого скота в условиях резко континентального климата в северных широтах, коневодством (якутская лошадь), рыбной ловлей, охотой, развивали торговлю, кузнечное и военное дело.
Распространение скотоводства внесло значительные изменения в хозяйственную жизнь региона. Предки якутов привнесли в регион ремесленное производство (кузнечное, ювелирное, гончарное и другие), строительство жилищ постоянного типа. Уже к началу XVII века якутские роды жили в бассейнах Индигирки и Яны, продвинув в арктические районы Якутии культуру разведения крупного рогатого скота и табунного коневодства.

### В советский период

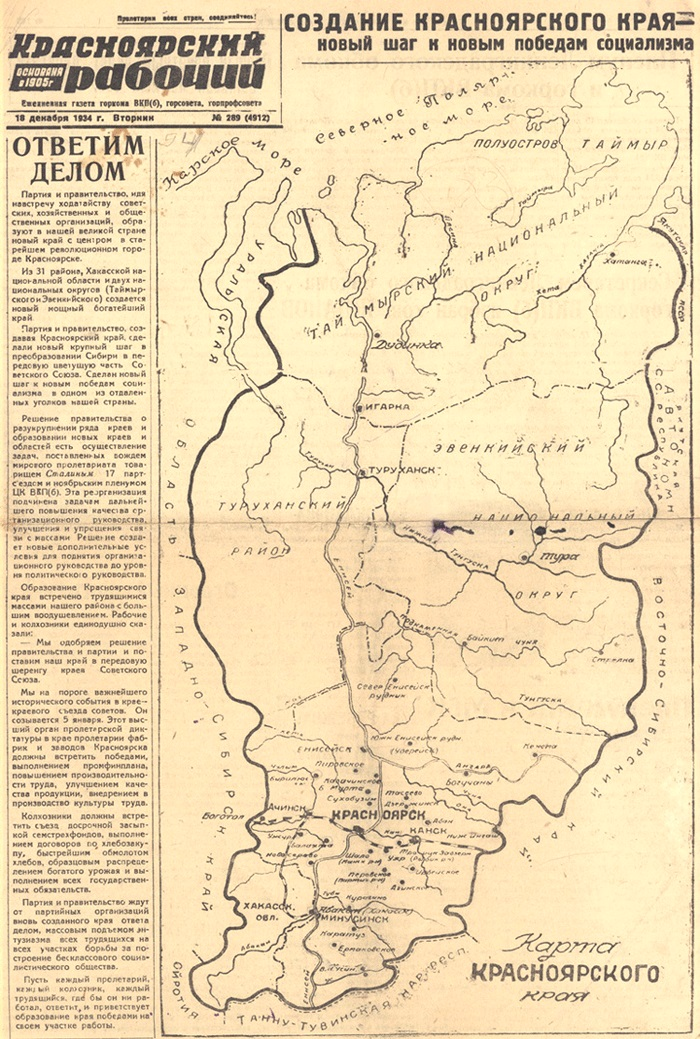
Номер газеты «Красноярский рабочий» от 18 декабря 1934 года с объявлением об образовании Красноярского края.

Постановлением Президиума ВЦИК от 7 декабря 1934 года вследствие разукрупнения Западно-Сибирского и Восточно-Сибирского краёв был образован Красноярский край.
Край был образован практически в прежних границах Енисейской губернии, несмотря на существенное перекраивание этих границ в предыдущие 9 лет.
От Западно-Сибирского к новому краю отошли Ачинский, Берёзовский, Бирилюсский, Боготольский, Ермаковский, Каратузский, Курагинский, Минусинский, Назаровский, Усинский и Ужурский районы, а также Хакасская автономная область в составе шести районов.
От Восточно-Сибирского края к новому краю отошли Абанский, Балахтинский, Богучанский, Больше-Муртинский, Дзержинский, Енисейский, Иланский, Ирбейский, Казачино-Енисейский, Канский, Кежемский, Красноярский, Манский, Нижнеингашский, Новосёловский, Партизанский, Пировский, Рыбинский, Сухобузимский, Тасеевский, Туруханский, Уярский, а также Эвенкийский и Таймырский национальные округа. В общей сложности в состав края вошли пятьдесят два района. Городами краевого подчинения стали Красноярск, Ачинск, Боготол, Енисейск, Канск, Минусинск.
Административно-территориальное деление в 1935—1936 годах претерпело существенные изменения. Были образованы новые районы: Артёмовский, Даурский (из частей Красноярского, Балахинского и Новосёловского), Идринский, Игарский, Козульский, Краснотуранский, Удерейский, Северо-Енисейский и Тюхтетский (из Боготольского), а Красноярский район разделён на — Емельяновский и Советский район.
В 1937 году краевая столица — город Красноярск — стал делиться на городские районы (Сталинский и Кировский).
В 1938 году образован Кагановичский городской район Красноярска.
В 1941 году образован Ярцевский район.
В 1942 году из Кировского городского района Красноярска выделился Ленинский район.
В 1944 году образованы Большеулуйский, Долгомостовский, Шушенский районы.
В период между 1941 и 1946 годами[когда?]

 из Якутской АССР передан ряд территорий на западном берегу Хатангского залива (полуостров Хара-Тумус и окрестности).
В 1947 году из Хакасской АО передан Шарыповский район.
Летом 1953 года произошло Норильское восстание — выступление заключённых Горлага.
В 1953 году города Норильск и Ужур стали городами краевого подчинения.
В 1954 году образован ЗАТО Красноярск-26.
В 1956 году упразднены Артёмовский (вошёл в Курагинский), Усинский (вошёл в Ермаковский), Ярцевский (вошёл в Енисейский) районы, а Удерейский переименован в Мотыгинский. Образован ЗАТО Красноярск-45.
23 октября 1956 года Красноярский край был награждён орденом Ленина за освоение целинных земель.
В 1957 году Кагановичский городской район Красноярска переименован в Октябрьский.
В 1961 году Сталинский городской район Красноярска переименован в Центральный. Город Назарово становится городом краевого подчинения.
27 декабря 1962 года было принято решение об образовании в Красноярском крае вместо шестидесяти районов — четырёх промышленных и тридцати пяти сельских районов, поэтому в 1963 году были образованы Мотыгинский и Нижнеингашский промышленные районы; упразднены Берёзовский (вошёл в Назаровский), Больше-Улуйский (вошёл в Ачинский), Даурский (вошёл в Балахтинский), Дзержинский (вошёл в Канский), Долгомостовский (вошёл в Абанский), Ермаковский (вошёл в Шушенский), Козульский (вошёл в Ачинский), Краснотуранский (вошёл в Курагинский), Манский (вошёл в Уярский), Мотыгинский (вошёл в Мотыгинский промышленный), Нижнеингашский (вошёл в Нижнеингашский промышленный), Новосёловский (вошёл в Балахтинский), Партизанский (вошёл в Уярский), Саянский (вошёл в Ирбейский), Северо-Енисейский (вошёл в Мотыгинский промышленный), Советский (вошёл в Емельяновский), Сухобузимский (вошёл в Большемуртинский), Тюхтетский (вошёл в Боготольский), Шарыповский (вошёл в Ужурский) районы. Город Дивногорск получил статус города краевого подчинения в связи с возведением Красноярской ГЭС.
В 1965 году образован ЗАТО Красноярск-66.
В 1966 году вновь упразднены Мотыгинский и Нижнеингашский промышленные районы и образованы Большеулуйский, Дзержинский, Ермаковский, Краснотуранский, Манский, Мотыгинский, Нижнеингашский, Новосёловский, Партизанский, Саянский, Северо-Енисейский, Сухобузимский, Тюхтетский, Шарыповский районы.
В 1969 году от Центрального городского района Красноярска отделился Советский район.
2 декабря 1970 года Красноярский край был награждён вторым орденом Ленина за достижения в области промышленности, а также за развитие в области сельского хозяйства, развитие культуры в годы 8-й пятилетки (1966—1970 гг.), которая оказалась самой результативной за весь период существования Красноярского края.
В 1972 году вновь образован Козульский район (выделен из Ачинского).
В 1975 году из двух рабочих посёлков был образован город Лесосибирск, который получил статус города краевого подчинения.
В 1977 году от Кировского городского района Красноярска отделился Свердловский район.
В 1979 году от Октябрьского городского района Красноярска отделился Железнодорожный район.
В 1981 году сельсоветы Назаровского района Берёзовский и Новоалтатский были переданы в Шарыповский район. Города Шарыпово и Бородино получили статус городов краевого подчинения.
В 1983 году из Емельяновского района выделен Берёзовский район.
5 декабря 1984 года Красноярский край награждён орденом Октябрьской революции за большие заслуги трудящихся края в революционном движении, в борьбе с немецко-фашистскими захватчиками в Великой Отечественной войне, их вклад в освоение природных богатств и развитие производительных сил Сибири.
В 1985 году город Сосновоборск получил статус города краевого подчинения.
В 1988 году центр Кежемского района был перенесён в Кодинск в связи со строительством Богучанской ГЭС.
В 1989 году к администрации города Лесосибирска присоединён посёлок Новоенисейск.
Таймырский (Долгано-Ненецкий) и Эвенкийский округа, будучи автономными, входили в состав края. В состав края входила также Хакасская автономная область.
До преобразования в 2005 году Таймырского (Долгано-Ненецкого) и Эвенкийского автономных округов в муниципальные районы (с 2015 года также в статусе особых территорий), регион был одним из трёх, наряду с Москвой и Санкт-Петербургом, субъектов федерации, имеющих анклав на территории другого субъекта (города Норильск, Кайеркан и Талнах на территории Таймырского (Долгано-Ненецкого) автономного округа).
В 1990 году Хакасская автономная область вышла из состава края — спустя год (3 июля 1991) была преобразована в Хакасскую Советскую Социалистическую Республику в составе РСФСР (с 29 января 1992 года — Республика Хакасия)

### В постсоветский период
В 2005 году Игарка становится городом районного подчинения (Туруханский район). Посёлок ЗАТО Солнечный приобретает статус городского округа.
С 1 января 2007 года Красноярский край, Таймырский (Долгано-Ненецкий) автономный округ и Эвенкийский автономный округ объединились в новый субъект Российской Федерации — Красноярский край в пределах границ трёх ранее существовавших субъектов, автономные округа вошли в состав края как Таймырский Долгано-Ненецкий и Эвенкийский районы. В тот же день посёлок городского типа Кедрового был лишён статуса ЗАТО.

## Физико-географическая характеристика

### География
Красноярский край расположен в Центральной и Восточной Сибири. Занимает 13,86 % территории России. Он протянулся почти на 3000 км с севера на юг (располагаясь между 78° и 52° с. ш., что делает субъект наиболее протяжённой с севера на юг административно-территориальной единицей в мире), а максимальная ширина с запада на восток равна 1250 км. По размерам территории сопоставим с Алжиром и Демократической Республикой Конго.
Край расположен в бассейнах рек Енисея и Оби. На севере край омывается водами двух морей Северного Ледовитого океана — Карским морем и морем Лаптевых.

### Полезные ископаемые

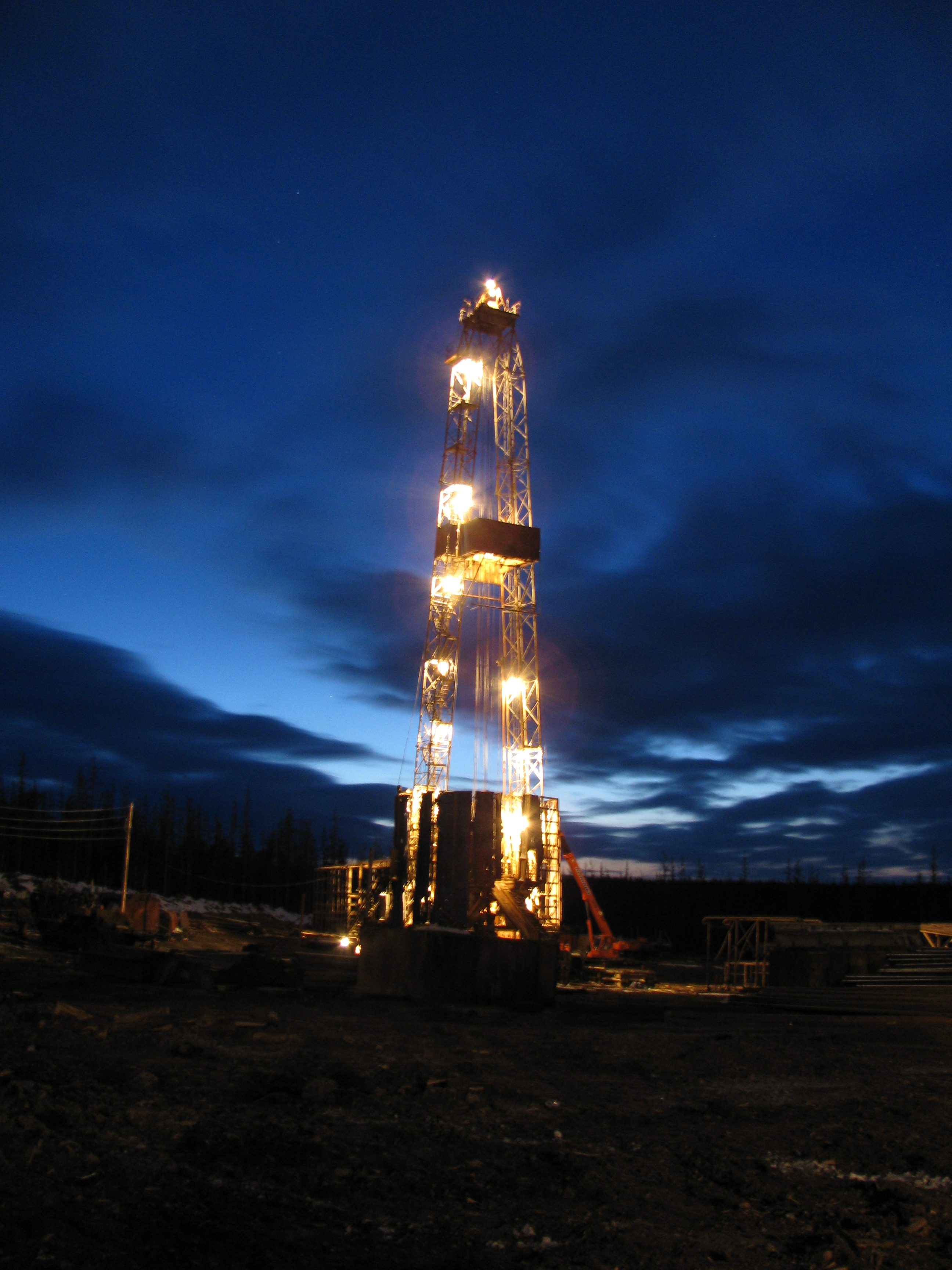
Нефтеразведочная буровая вышка в Эвенкийском районе

В крае сосредоточено более 95 % российских запасов никеля и платиноидов, более 20 % золота, значительные запасы кобальта, нефелиновых руд, магнезитов, исландского шпата, тонких кварцевых песков, тугоплавких глин, графита, сурьмы, титановой руды, нефрита, жадеита, бурого угля и ещё 58 видов полезных ископаемых.
В Красноярском крае сосредоточены крупнейшие российские запасы угля. Масштабная угледобыча ведётся в Канско-Ачинском бассейне, широко известен крупнейший Тунгусский каменноугольный бассейн, нефтегазовые месторождения Юрубченского блока, крупное Ванкорское нефтегазовое месторождение. В крае открыто 25 месторождений нефти и газа.
Одно из крупнейших в мире Горевское месторождение свинца (42 % российских запасов). Разрабатываются Абагасское железорудное месторождение, Курейское месторождение графита. В Маймеча-Котуйской апатитовой провинции сосредоточен 21 % апатитового сырья России. Перспективно крупнейшее в стране Чуктуконское месторождение редких земель, готово к освоению Порожинское марганцевых руд, алюминиевых (Чадобецкая группа месторождений бокситов) и урановых руд (Курагинское и Каратузское месторождения), недавно открыты месторождения газа и газоконденсата Ванкорского блока.
Всего в Красноярском крае обнаружено более 10 тысяч месторождений и рудопроявлений различных полезных ископаемых.

### Часовой пояс
Красноярский край находится в часовой зоне МСК+4. Смещение применяемого времени относительно UTC составляет +7:00.

### Климат
Климат Красноярского края от резко континентального до умеренно континентального; характерны сильные колебания температур воздуха в течение года. В связи с большой протяжённостью края в меридиональном направлении климат очень неоднороден.

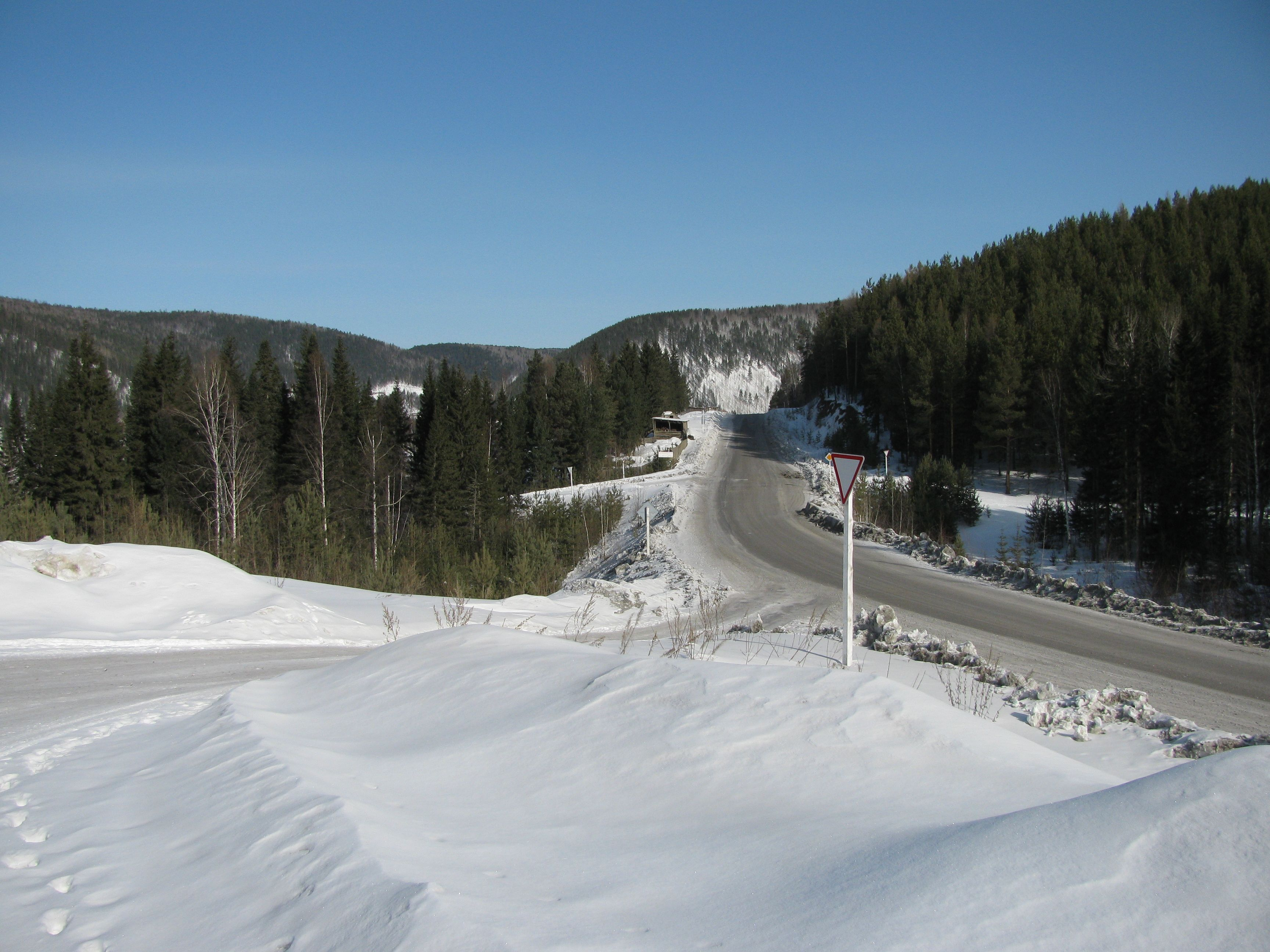
Дорога из Енисейска в Эвенкийский район в апреле

На территории края выделяют три климатических пояса: арктический, субарктический и умеренный. В пределах каждого из них заметны изменения климатических особенностей не только с севера на юг, но и с запада на восток. Поэтому выделяются западные и восточные климатические области, граница которых проходит по долине Енисея. Длительность периода с температурой более +10 °C на севере края составляет менее сорока дней, на юге 110—120 дней.
- Города: Игарка, Дудинка и Норильск; районы: Северо-Енисейский, Таймырский Долгано-Ненецкий, Туруханский, Эвенкийский — относятся к районам Крайнего Севера.
- Города Енисейск и Лесосибирск; районы: Богучанский, Енисейский, Кежемский, Мотыгинский — приравнены к районам Крайнего Севера.

Для северных районов края, где проживает незначительная масса населения, характерен континентальный климат с продолжительной зимой и коротким, прохладным летом. Абсолютный минимум температуры на Таймыре достигал −62° в Имангде, а в Эвенкии неофициально он составляет −65° в Тембенчи, где в марте 2021 температура падала до −55,7°, и до −37,5° в октябре 2012, южнее в Кербо в январе 2006 20 января температура опустилась до −58,5°, что стало одной из самых низких температур для этой метеостанции. Абсолютный минимум температуры в крае — почти везде ниже −50°, уже в ноябре морозы могут достигать −55°, а в начале марта — −57°, −58°. На Таймыре зачастую безоттепельное время начинается уже в середине-конце октября.
Для центральной части региона, преимущественно равнинной, с островными лесостепями и плодородными почвами, характерны относительно короткое жаркое лето, продолжительная холодная зима, быстрая смена температур. 

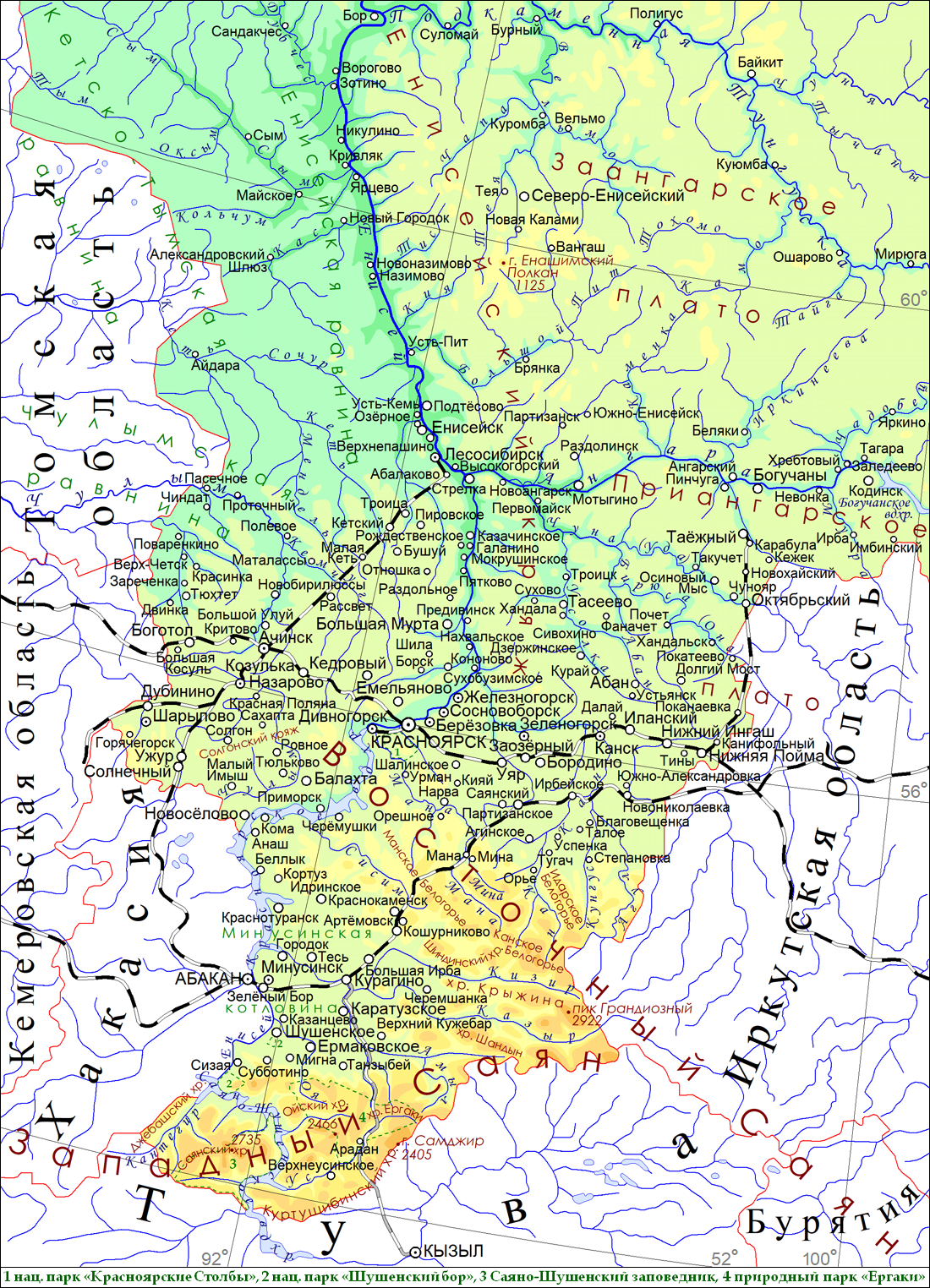
Юг Красноярского края

На юге края — жаркое лето и умеренно суровая малоснежная зима. Сухой чистый воздух, обилие солнечных дней летом, целебные воды источников и многочисленных озёр создают благоприятные условия для строительства курортов, санаториев и баз отдыха.
Самыми тёплыми городами края являются Минусинск, Боготол, Красноярск, Железногорск, Уяр, Ачинск и Зеленогорск.
Средняя температура января −36 °C на севере и −18 °C на юге, в июле соответственно +10 °C и +20 °C. В среднем в год выпадает 316 мм осадков, основная часть — летом, в предгорьях Саян 600—1000 мм. Снежный покров устанавливается в начале ноября и сходит к концу марта. В горах Восточного и Западного Саян снег в некоторые годы сохраняется круглый год. Здесь снег лежит на высоте 2400—2600 м, в горах Путорана — на высоте 1000—1300 м.

### Гидрография
Красноярский край относится к благополучным по обеспеченности водными ресурсами регионам. С юга на север протекает одна из крупнейших рек мира — Енисей.

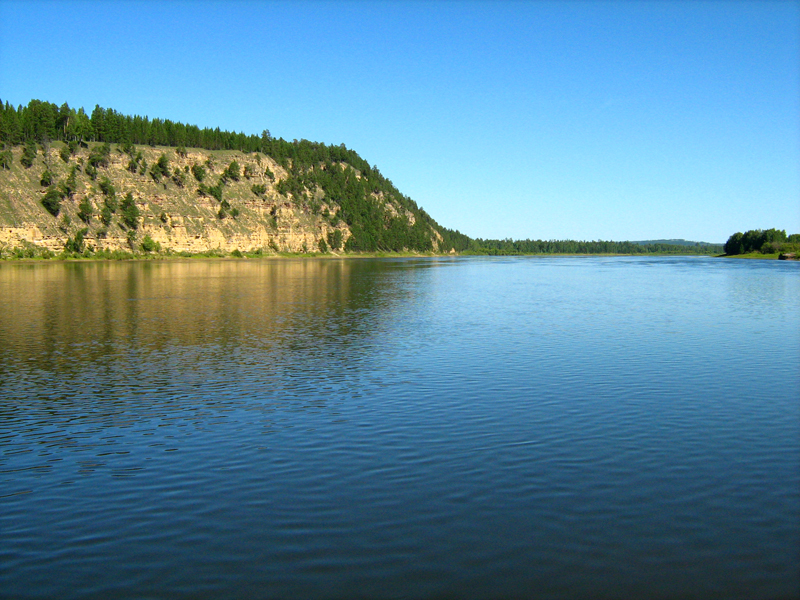
Река Бирюса

#### Озёра
В Красноярском крае 323 тысячи озёр с площадью зеркала выше десяти гектаров. Кроме этого, большое количество озёр появляется раз в несколько лет — во время интенсивного таяния снегов.
Около 86 % озёр края находятся за Полярным кругом. Крупнейшее из них — озеро Таймыр. Площадь его зеркала — 4560 км². Другие крупные озёра: Хантайское, Пясино, Кета, Лама.
В центральной части края около шестнадцати тысяч озёр. На юге края — более четырёх тысяч озёр.
Воды некоторых озёр используются в лечебных целях. Это озёра: Ладейное, Учум, Тагарское, Инголь, Большой Кызыкуль, Плахино-Боровое и др.

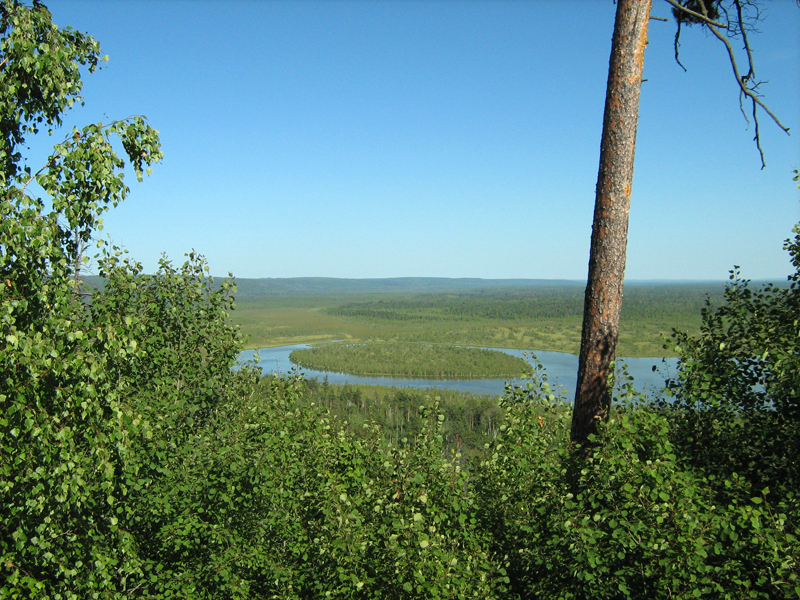
Озеро Плахино-Боровое

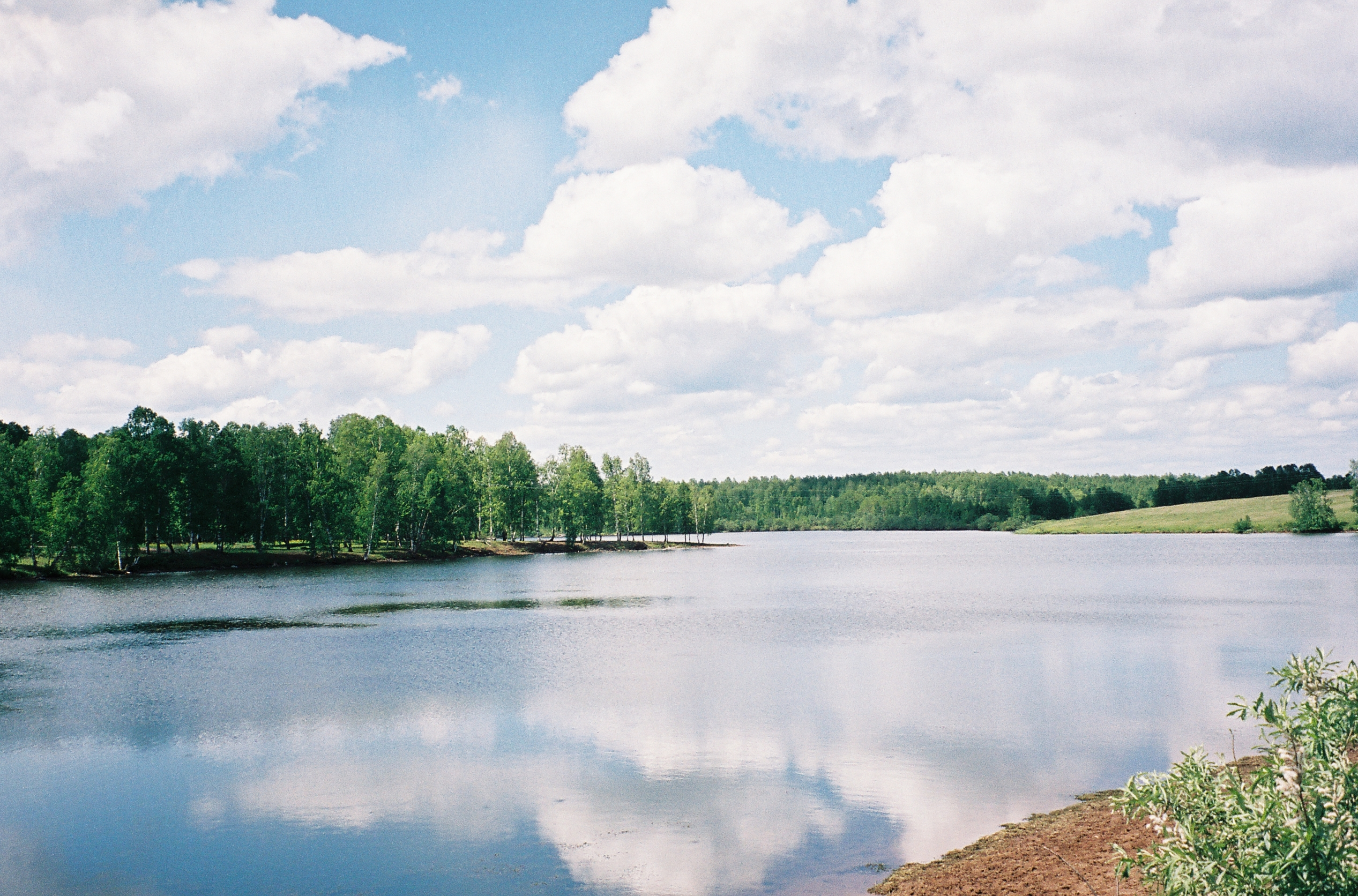
Арбайские озёра в Красноярском крае

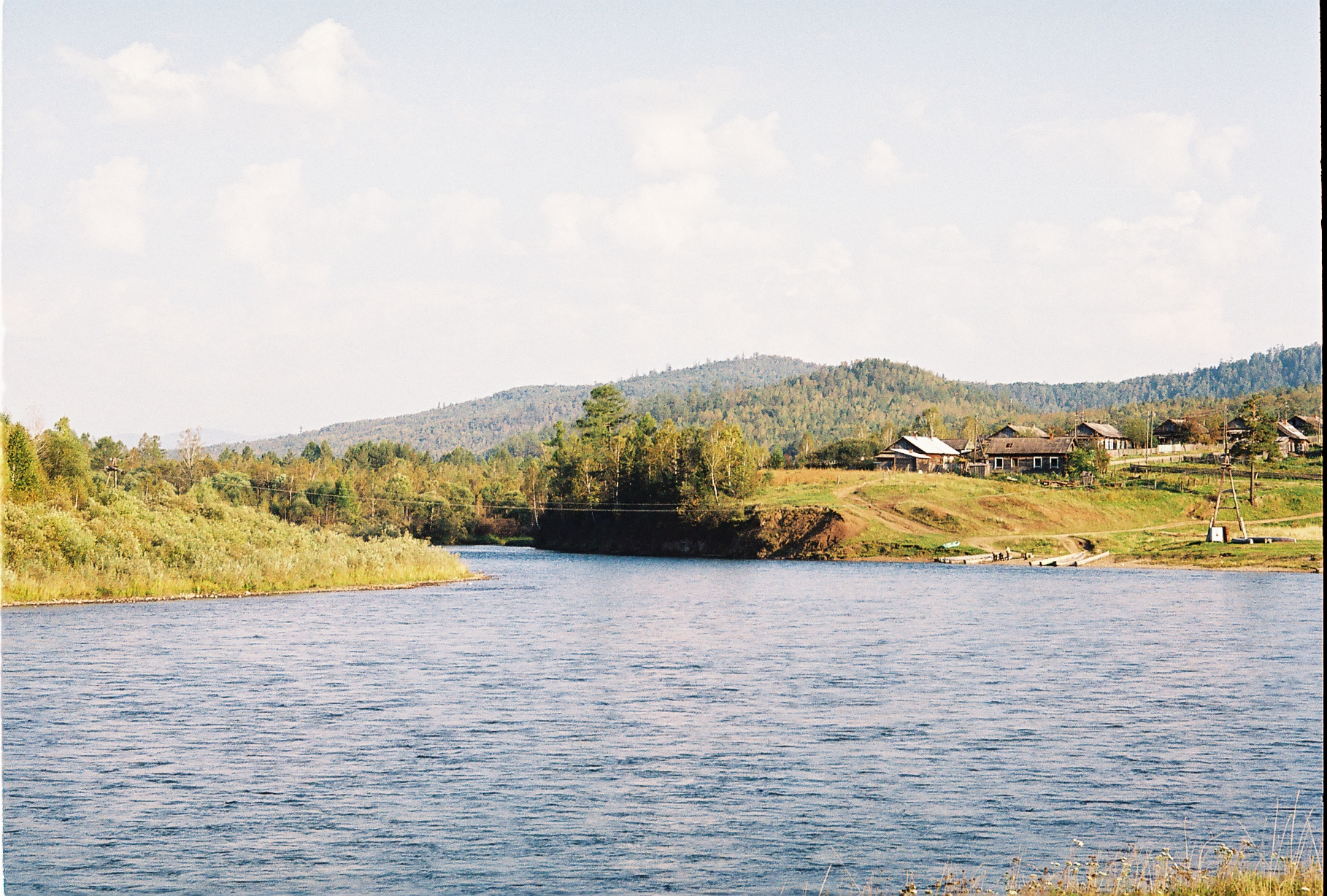
Село Орье на реке Кан

#### Реки
Крупнейшие реки края:
| Название             | Длина, км | Площадь водосбора, км² | Средний годовой расход, м³/с | Средний годовой объём стока, км³ |
| -------------------- | --------- | ---------------------- | ---------------------------- | -------------------------------- |
| Енисей               | 3487      | 2 580 000              | 18 600,0                     | 591,00                           |
| Ангара               | 1799      | 1 039 000              | 4 390,0                      | 138,00                           |
| Нижняя Тунгуска      | 2989      | 473 000                | 3 680,0                      | 116,00                           |
| Хатанга              | 227       | 364 000                | 3 320,0                      | 105,00                           |
| Пясина               | 818       | 182 000                | 2 600,0                      | 82,00                            |
| Подкаменная Тунгуска | 1865      | 240 000                | 1 750,0                      | 55,00                            |
| Кан                  | 629       | 36 900                 | 286,0                        | 8,92                             |
| Мана                 | 475       | 9320                   | 98,5                         | 3,11                             |
| Туба                 | 119       | 36 900                 | 771,0                        | 24,50                            |
| Оя                   | 254       | 5300                   | 632,0                        | 1,99                             |
| Сыда                 | 207       | 4450                   | 283,0                        | 0,89                             |
| Сым                  | 699       | 31 600                 | 244,0                        | 7,70                             |
| Большой Пит          | 415       | 21 700                 | 238,0                        | 7,51                             |
| Курейка              | 888       | 44 700                 | 724,0                        | 22,80                            |

Реки края обладают значительным гидроэнергопотенциалом.

### Почвы
Преобладают мерзлотно-таёжные и горно-таёжные, а также подзолистые тайги и горно-тундровые почвы. В лесостепных частях Красноярского края (Ачинско-Боготольская, Красноярская, Канская и Южная лесостепи) почвы представлены чернозёмами (главным образом — выщелоченными и оподзоленными), серыми лесными почвами. Чернозёмные почвы отличает высокая гумусированность. Вечная мерзлота преобладает на большей части территории края, за исключением Минусинской котловины, долины реки Енисей (кроме территорий севернее устья реки Подкаменная Тунгуска), Атамановского и Торгашинского хребтов, а также практически всей юго-западной части края, кроме высокогорных районов.

### Растительность
Площадь лесного фонда Красноярского края составляет 168,1 млн га. Леса покрывают 71,02 % территории края. Запасы промышленной древесины оцениваются в 14,4 млрд м³, что составляет 18 % общероссийских запасов древесины. Более половины лесов края приходится на лиственницу, около 17 % на ель и пихту, 12 % на сосну обыкновенную и более 9 % — на сибирский кедр. Леса края на 88 % состоят из хвойных пород.
В крае сконцентрировано 10 % российских запасов древесины.
Развитие торговых отношений с КНР после распада СССР повлекло изменения в лесном хозяйстве и экологической обстановке в Красноярском крае. Изучение аналогичного процесса в Приморье Всемирным фондом дикой природы позволяют сделать вывод: объём вырубок многократно превышает разрешённый и декларируемый. Лесопилки и лесные склады, принадлежащие китайцам, играют ключевую роль в распространении незаконных рубок (стр. 17). Запрет на вывоз необработанной древесины мог бы привести к созданию рабочих мест и притоку инвестиций, внедрению новых технологий, улучшению социально-экономической ситуации.
В Уярском районе выявлено строительство печей для производства древесного угля по технологии, запрещённой в КНР (Экологически очень опасная, работы ведутся в РФ нелегально, вблизи такого производства засыхают деревья и болеют люди из-за загрязнения воздуха фенолами и др.); протесты местных жителей заставили приостановить работу.

### Животный мир

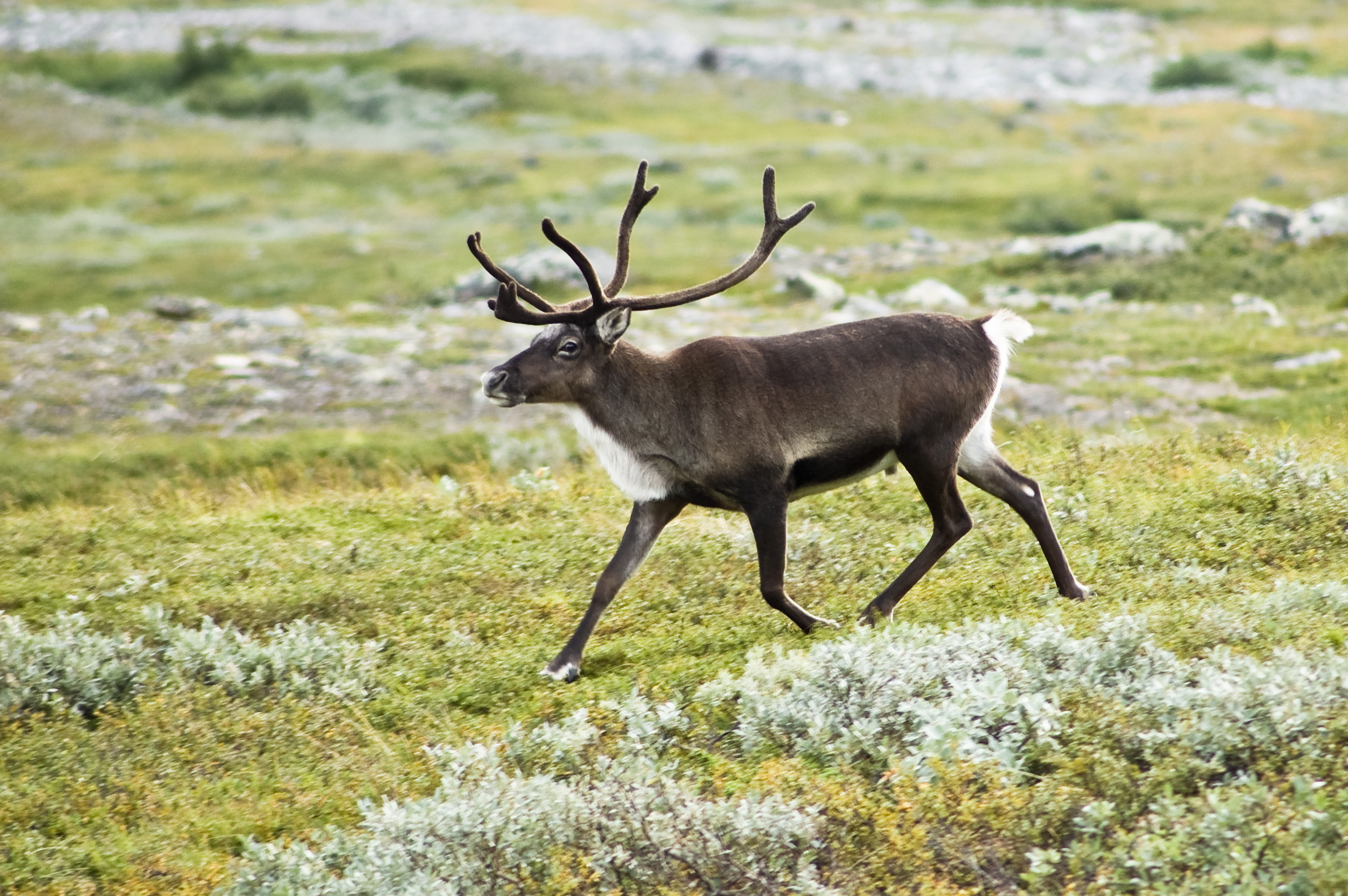
Северный олень

Промысловое значение имеют: соболь, белка, песец, лисица, горностай, а также дикий северный олень. Популяция дикого северного оленя оценивается в 600 тысяч голов. Всего в крае обитает 342 вида птиц и 89 видов млекопитающих.
В реках края водится около тридцати видов промысловых рыб: осётр, стерлядь, таймень, хариус, сиг, лещ и другие. В северных районах края обитает около шестидесяти видов рыб.
Беспозвоночные являются самой многочисленной в видовом отношении частью животного мира. В крае обитает несколько тысяч видов насекомых, паукообразных и других беспозвоночных животных, в том числе редких. В Красную книгу Красноярского края в редакции 2012 года внесены, восемнадцать видов насекомых, в том числе один моллюск и четыре вида насекомых, занесённых в Красную книгу Российской Федерации.
Амфибии и рептилии. Фауна земноводных и пресмыкающихся в крае немногочисленна и представлена одиннадцатью видами. В их числе два вида тритонов, серая (обыкновенная) жаба, два вида лягушек, а также два вида ящериц и четыре вида змей, два из которых (обыкновенная гадюка и обыкновенный щитомордник) ядовиты. Малочисленность видов и высокая уязвимость их популяций определяется суровыми климатическими условиями на большей части территории края.
Птицы. На территории края обитает свыше трёхсот семидесяти видов птиц, из которых промысловое значение имеют несколько десятков видов представителей отрядов курообразных, гусеобразных, ржанкообразных и некоторых других отрядов.
Ихтиофауна. На территории Красноярского края ихтиофауна представлена пятьюдесятью видами и подвидами рыб и миногообразных, принадлежащих к тринадцати семействам. Из них промысловое значение имеют двадцать два вида рыб. Кроме этого, промысловое значение имеет один вид беспозвоночных (длиннопалый рак).

### Состояние окружающей среды
Основной вклад в загрязнение окружающей среды вносит крупная промышленность. Семнадцать городов края производят 76,6 % вредных выбросов. Основные выбросы производят Норильск, Красноярск, Ачинск.
Ежегодно в составе промышленных аэрозолей и газов в крае образуется до двенадцати миллионов тонн загрязняющих веществ.
К 2008 году на установках газоочистки улавливается 79 % образованной массы загрязняющих веществ.
На территории Красноярского края образуется до трёхсот пятидесяти миллионов тонн отходов в год. Основной объём отходов образуется при добыче полезных ископаемых, что составило в 2013 году 87,7 % от общего количества образовавшихся отходов. При добыче полезных ископаемых основная доля отходов приходится на 5-й класс опасности (преимущественно, вскрышные породы) — 99,99 %.Второе место по образованию отходов занимают отрасли обрабатывающих производств (металлургическое, целлюлозно-бумажное, химическое производства, производства по обработке древесины и др.) — 10,8 %. Третье место по образованию отходов занимают предприятия производства и распределения электроэнергии, газа и воды, объём отходов которых составляет 0,3 % от общего количества образовавшихся отходов.
Промышленные отходы складируются в семидесяти трёх накопителях. Доля вторичного использования отходов не превышает 26 %. Жилищно-коммунальное хозяйство производят ежегодно около 1,6 миллиона тонн в год твёрдых отходов. В крае действуют девятьсот тридцать пять санкционированных свалок и всего десять полигонов соответствует нормативным требованиям. Зарегистрировано свыше двухсот девяноста несанкционированных свалок.

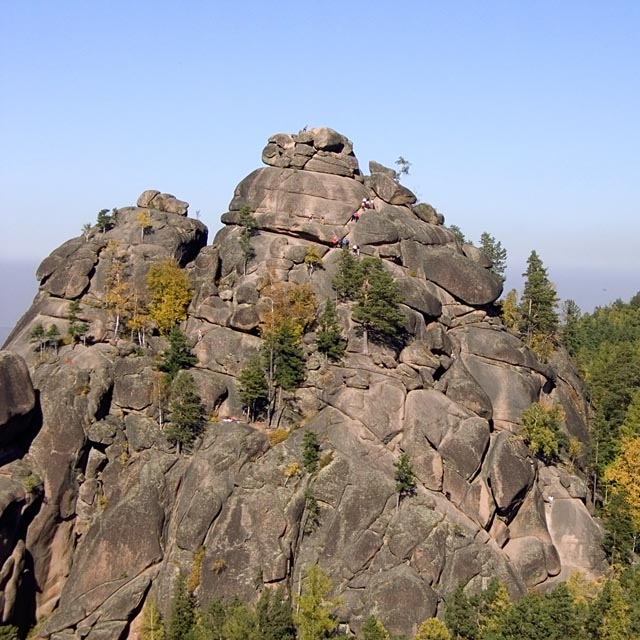
Национальный парк «Столбы»

В водные объекты края сбрасывается четыреста восемьдесят миллионов кубометров жидких отходов.
Национальный оператор по обращению с радиоактивными отходами ведёт работы по строительству в Красноярском крае, под Железногорском, хранилища радиоактивных отходов (российского и зарубежного происхождения). Это вызвало озабоченность специалистов из-за недостаточной проработки вопросов обеспечения безопасности посетителей.

### Заповедники и другие особо охраняемые природные территории
В Красноярском крае создано семь заповедников:
- Большой Арктический заповедник
- Путоранский заповедник
- Саяно-Шушенский заповедник
- Национальный парк «Столбы»
- Таймырский заповедник
- Тунгусский заповедник
- Центральносибирский заповедник

А также национальный парк «Шушенский бор» и два природных парка: «Ергаки» и «Койское Белогорье».
В крае (на 1 мая 2007 года) созданы три государственных природных заказника федерального значения и 27 государственных природных заказников краевого значения. Планируется создать ещё 39 государственных природных заказников. На территории Красноярского края 51 объект имеет статус памятника природы краевого значения.

## Население
Численность населения края по данным Росстата составляет 2 837 988 чел. (2025). Плотность населения — 1,20 чел./км2 (2025). Городское население — 
79,93 % (2022).
Около 80 % населения края живут к югу от Ангары — на одной десятой территории края.

### Урбанизация
Всё и городское население (его доля) по данным всесоюзных и всероссийских переписей (без учёта населения входившей в состав края Хакасской АО):
В 1959—1969 годах ликвидировано 1802 неперспективных мелких поселения:338.
В 2002—2010 годах упразднены 22 селения
:300.
На 2018 год на территории региона было расположено более 1,7 тыс населённых пунктов в 575 муниципальных образований, из которых 487 сельских поселений. За последние десять лет исчезли / упразднены 12 территориальных единиц. В 2018 году упразднены: посёлки Лапшиха Ачинского района, Терешкино Верхнеусинского сельсовета Ермаковского района, Суворовский Северо-Енисейского района, деревни Овражная Новосолянского сельсовета Рыбинского района и Усть-Тулат Лапшихинского сельсовета Ачинского района.
В 2017 году были упразднены населённые пункты посёлки Усть-Камо (входивший в состав поселения посёлок Куюмба), Таимба (входивший в состав поселения посёлок Ошарово), на уровне административно-территориального устройства образовывавшие самостоятельные территориальные единицы.
Законом Красноярского края от 20 марта 2014 года № 6-2191 в связи с затоплением ложа Богучанской ГЭС были упразднены 8 населённых пунктов: посёлок Косой Бык, деревня Верх-Кежма, село Кежма, посёлок Новая Кежма, посёлок Приангарский, деревня Усольцева, село Паново и село Проспихино.
По результатам переписи 2010 года обнаружены 16 необитаемых населенных пунктов, в которых с переписи 2002 года никто не проживал: д. Шигашет и п. Городок Абанского района, д. Угол Покровки Бирилюсского, д. Михайловка Большеулуйского, д. Вознесенка Идринского, д. Галушка, д. Петропавловка-2 Ирбейского, д. Средняя Шилка Казачинского, д. Кандаки Мотыгинского, д. Нововоздвиженка и п. Лиственичный Нижнеингашского, д. Лебедь Туруханского, п. Изотово Тюхтетского, д. Торгинка и п. Дальний Уярского, п. Таимба Эвенкийского районов. В предыдущий межпереписной период (1989—2002 годы) таких населенных пунктов было 4 — по два в Кежемском и Туруханском районах. Почти все были упразднены к 2021 году.

### Национальный состав

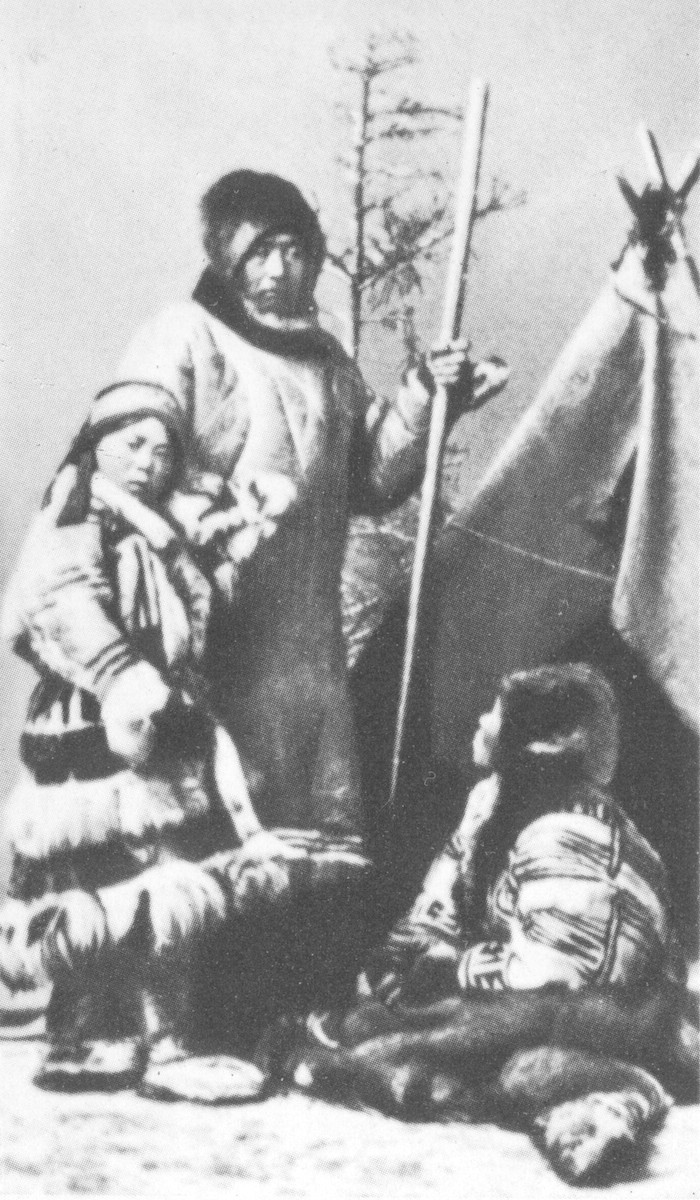
Ненцы. 1860-е годы

| Народ                                                | Численность в 2010 году, чел. |
| ---------------------------------------------------- | ----------------------------- |
| Русские                                              | 2 490 730 (91,3 %)            |
| Украинцы                                             | 38 012 (1,4 %)                |
| Татары                                               | 34 828 (1,3 %)                |
| Немцы                                                | 22 363 (0,8 %)                |
| Азербайджанцы                                        | 16 341 (0,6 %)                |
| Чуваши                                               | 11 036 (0,4 %)                |
| Армяне                                               | 10 677 (0,4 %)                |
| Белорусы                                             | 9900 (0,4 %)                  |
| Киргизы                                              | 8423 (0,3 %)                  |
| Узбеки                                               | 6234 (0,2 %)                  |
| Таджики                                              | 6104 (0,2 %)                  |
| Долганы                                              | 5160 (0,2 %)                  |
| Эвенки                                               | 4272 (0,2 %)                  |
| Указана национальность                               | 2 727 566 (100,0 %)           |
| Лица, не указавшие национальность                    | 100 621 (-,- %)               |
| показаны народы с численностью более 5 тысяч человек |                               |

## Административно-территориальное деление

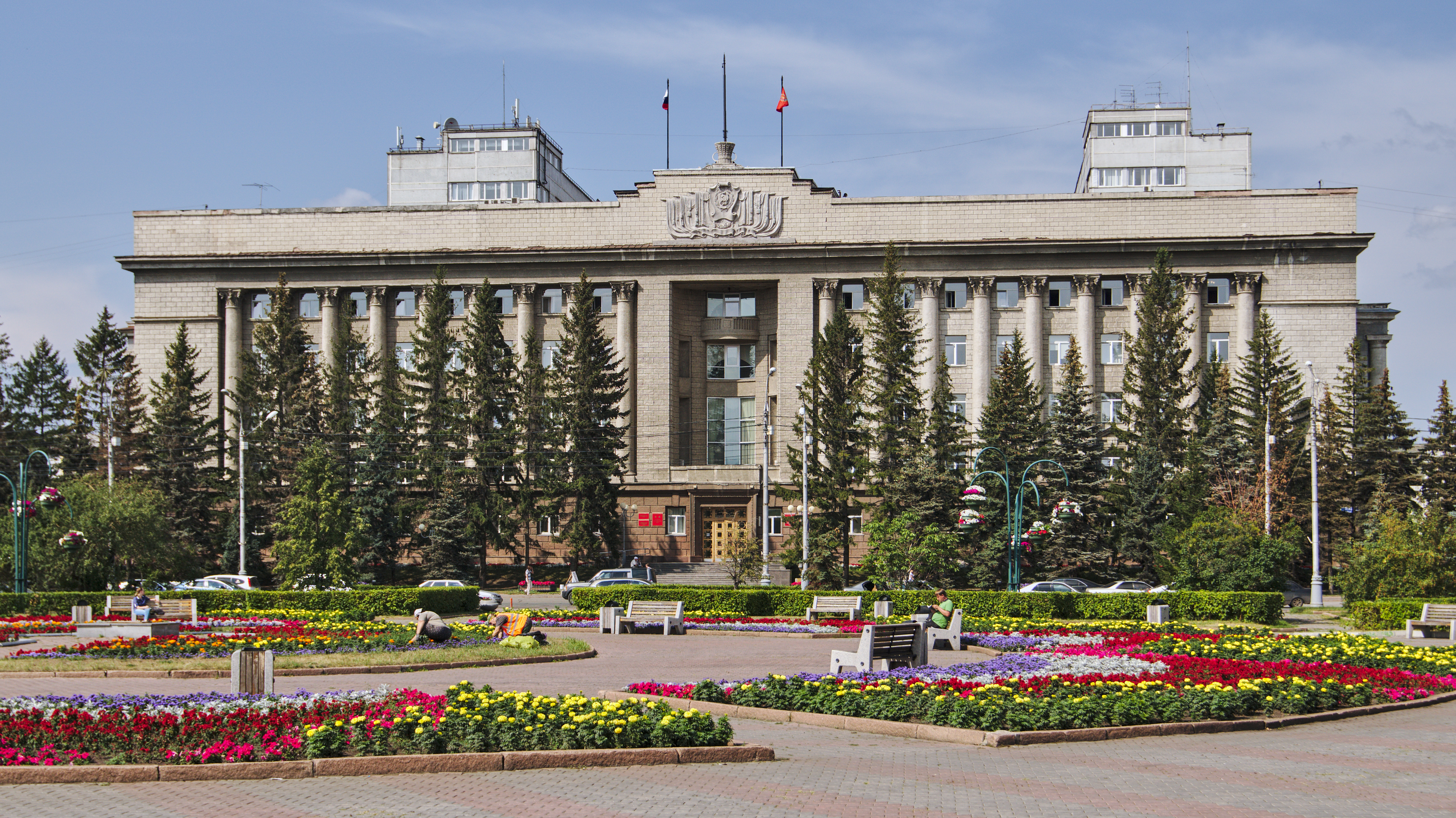
Дом Советов, в котором размещено Правительство и Законодательное собрание Красноярского края.

Красноярский край с точки зрения административно-территориального устройства включает административно-территориальные единицы: 13 краевых городов, 3 ЗАТО, 41 района края (в том числе 2 района (Таймырский Долгано-Ненецкий и Эвенкийский как административно-территориальные единицы с особым статусом) и 3 округа. Они в свою очередь включают административно-территориальные единицы (8 районных городов, 19 посёлков городского типа, 460 сельсоветов) и их составляющие территориальные единицы (сельские населённые пункты и городские посёлки).
С точки зрения муниципального устройства в границах административно-территориальных и территориальных единиц в крае образованы:
- 17 городских округов,
- 3 муниципальных округа,
- 41 муниципальный район,
  - 26 городских поселений,
  - 457 сельских поселений.

| Муниципальные районы (районы края) | Муниципальные районы (районы края) | Муниципальные округа (округа края)        | Городские округа (краевые города и ЗАТО) | Административная карта |
| 1. Абанский 2. Ачинский 3. Балахтинский 4. Берёзовский 5. Бирилюсский 6. Боготольский 7. Богучанский 8. Большемуртинский 9. Большеулуйский 10. Дзержинский 11. Емельяновский 12. Енисейский 13. Ермаковский 14. Идринский 15. Иланский 16. Ирбейский 17. Казачинский 18. Канский 19. Каратузский 20. Кежемский 21. Козульский 22. Краснотуранский | 1. Курагинский 2. Манский 3. Минусинский 4. Мотыгинский 5. Назаровский 6. Нижнеингашский 7. Новосёловский 8. Партизанский 9. Рыбинский 10. Саянский 11. Северо-Енисейский 12. Сухобузимский 13. Таймырский Долгано-Ненецкий 14. Тасеевский 15. Туруханский 16. Ужурский 17. Уярский 18. Шушенский 19. Эвенкийский | 1. Пировский 2. Тюхтетский 3. Шарыповский | - А Ачинск - В Боготол - С Бородино - D Дивногорск - E Енисейск - F Канск - G Красноярск - H Лесосибирск - I Минусинск - J Назарово - K Норильск - L Сосновоборск - M Шарыпово - N ЗАТО Железногорск - O ЗАТО Зеленогорск - P пос. Кедровый - R ЗАТО пос. Солнечный |                        |

Населённые пункты с численностью населения более 15000 человек
| Красноярск   | ↗1 211 756 |
| Норильск     | ↘175 773   |
| Ачинск       | ↘99 048    |
| Канск        | ↘85 182    |
| Железногорск | ↘80 081    |
| Минусинск    | ↘68 603    |
| Зеленогорск  | ↘54 279    |

| Лесосибирск  | ↘55 730 |
| Назарово     | ↘45 333 |
| Сосновоборск | ↘40 442 |
| Шарыпово     | ↘33 961 |
| Дивногорск   | ↘27 477 |
| Дудинка      | ↘19 309 |
| Берёзовка    | ↘19 059 |

| Боготол   | ↘18 206 |
| Енисейск  | ↘17 537 |
| Шушенское | ↘16 573 |
| Кодинск   | ↘13 324 |
| Бородино  | ↘15 174 |
| Ужур      | ↘14 134 |
| Иланский  | ↗15 945 |

## Экономика
В 2021 году бюджет характеризовался доходами в объёме 306,6 млрд рублей и расходами в размере 313,5 млрд рублей, что обусловило дефицит бюджета порядка 7 млрд рублей.

### Тип экономики и уровень развития

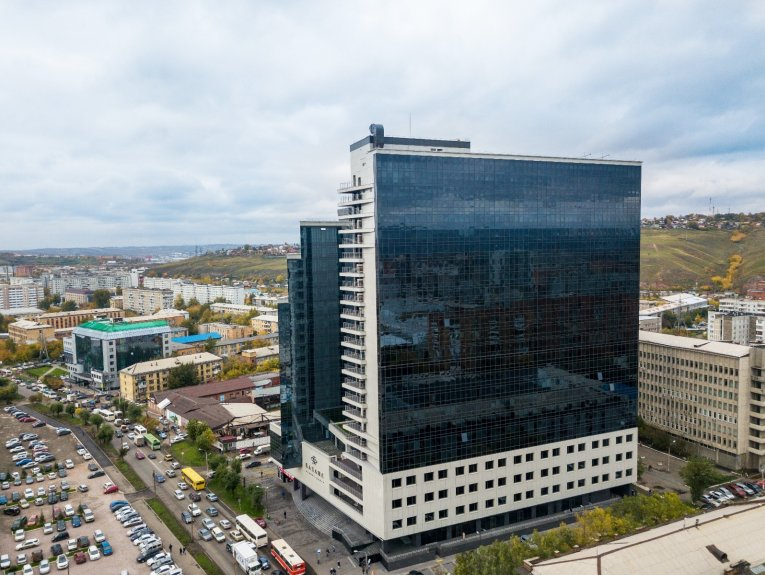
Бизнес центр «Баланс». Крупнейший бизнес центр России за Уралом

Красноярский край занимает первое место в Сибири по уровню социально-экономического развития (2019 год). Является единственным регионом Сибири, где уровень жизни выше, чем в Санкт-Петербурге. В России занимает 11 место, обгоняя большинство регионов России по уровню развития (2019 год).
Экономика края имеет промышленную специализацию. Благодаря значительным запасам металлических руд, наличию энергетических ресурсов, и доставшейся с советского времени тяжёлой индустрии, край является одним из лидеров страны по выработке промышленного продукта на одного жителя, на регион приходится 3,2 % всего объёма промышленной продукции, произведённой на территории России.

### Валовой региональный продукт
Валовой региональный продукт (далее ВРП) 2018 году составлял 2,3 трлн руб (+20 % к предыдущему году). В 2007 году промышленность (обрабатывающая и добывающая) производила 60,4 % объёма ВРП, транспорт и связь — 8,1 % ВРП, торговля и услуги — 6,7 %, строительство — 6,1 %, сельское хозяйство — 4,9 %.

### Цветная металлургия
Большие энергетические ресурсы края позволили создать крупный металлургический комплекс: Красноярская ГЭС — Красноярский алюминиевый завод — Ачинский глинозёмный комбинат — Красноярский металлургический завод (КрАМЗ).
Предприятия Красноярского края производят около 27 % российского первичного алюминия; Норильский никель производит более 70 % российской меди, 80 % никеля, 75 % кобальта, более 90 % металлов платиновой группы.
В 2007 году металлургия края (цветная и чёрная) произвела продукции на 399,1 млрд рублей, в 2008 году — 293 млрд рублей при индексе физического производства 102 %.
Крупные металлургические предприятия:
- Горевский горно-обогатительный комбинат (свинцово-цинковые руды)
- Красноярский завод цветных металлов им. Гулидова (золото, платина)
- Норильский комбинат (медь, никель, МПГ)

Проектируемые и строящиеся предприятия:
- Енисейский ферросплавный завод

### Энергетика

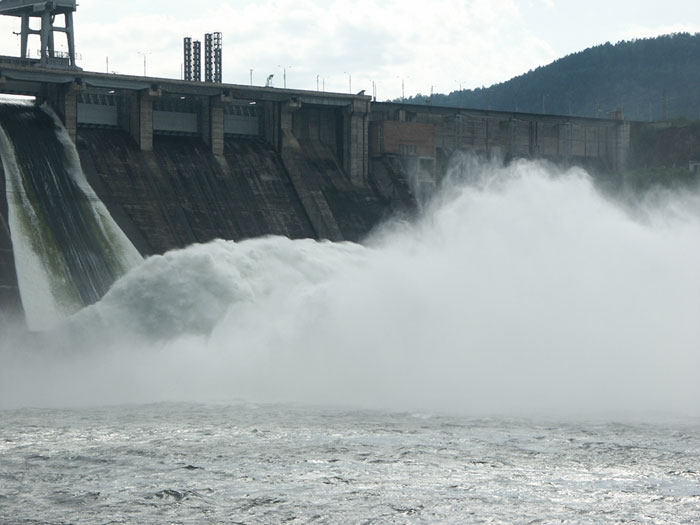
Красноярская ГЭС

Энергосистема региона является крупнейшей по установленной мощности электростанций в России — по состоянию на конец 2020 года, на территории Красноярского края (без учёта зоны децентрализованного энергоснабжения) эксплуатировались 23 электростанции общей мощностью 18 193,8 МВт, в том числе 18 тепловых электростанций и 5 гидроэлектростанций. В 2019 году они произвели 67 420 млн кВт·ч электроэнергии. Спецификой энергетики Красноярского края является наличие Норильско-Таймырского энергорайона, изолированного от единой энергосистемы России, а также зоны децентрализованного энергоснабжения.
В крае построены ГЭС:
- Красноярская (20 млрд кВт·ч в год);
- Богучанская (18 млрд кВт·ч в год);
- Курейская (2,6 млрд кВт·ч в год);
- Усть-Хантайская (2 млрд кВт·ч в год).

Существуют проекты Эвенкийской ГЭС, Нижнеангарских ГЭС и Кулюмбинского каскадов ГЭС. Законсервировано строительство Нижнекурейской ГЭС.
На углях Канско-Ачинского угольного бассейна работают: Берёзовская (7 млрд кВт·ч в год), Назаровская, Красноярская ГРЭС-2 и Красноярские ТЭЦ (ТЭЦ-1, ТЭЦ-2, ТЭЦ-3.

### Машиностроение и металлообработка
Машиностроение занимает в Красноярском крае второе место по количеству созданных рабочих мест.
Машиностроительные предприятия Красноярского края производят продукцию как гражданского, так и оборонного назначения:
- с/х техника — Назаровский завод с/х машиностроения;
- бытовые холодильники — «Бирюса»;
- карьерные экскаваторы — Крастяжмаш;
- мостовые краны до 200 тонн — «Сибтяжмаш»; Красноярский краевой суд 8 июля 2013 года признал предприятие банкротом
- ракетно-космическая техника — Красноярский машиностроительный завод, ОАО «ИСС» имени академика М. Ф. Решетнёва;
- речные суда — Красноярская судоверфь;
- радиоэлектронное оборудование;

и другое.
В 2007 году машиностроительные предприятия края произвели продукции на 27,1 млрд рублей, в 2008 году — на 29,9 млрд рублей.

### Деревообрабатывающая и целлюлозно-бумажная промышленность
Красноярский край занимает второе место в России по запасам лесных ресурсов. Площадь лесного фонда региона составляет 158,7 млн га, или 42,6 % от площади лесного фонда Сибирского федерального округа. На территории края произрастает более 450 видов растений, в том числе промышленно-ценных видов. Более 50 % лесов края приходится на лиственницу, около 17 % — на ель и пихту, 12 % — на сосну и более 9 % — на кедр. На 88 % леса состоят из хвойных пород, в том числе здесь находится 30 % всех кедровых лесов страны.
Лесная промышленность занимает пятое место в крае по количеству созданных рабочих мест. В лесозаготовке и деревообработке работают порядка 1500 предприятий. Крупнейшие из них: ОАО «Лесосибирский ЛДК», ЗАО «Новоенисейский ЛХК», ООО «ДОК Енисей», АО «Краслесинвест», ООО «Ксилотек-Сибирь», ООО «Приангарский ЛПК», ООО «ФорТрейд», ООО «Красфон» и другие. Они выпускают: ДВП, ДСП, МДФ, пиломатериалы, строганые пиломатериалы, фанеру, топливные брикеты и топливные пеллеты, погонажные изделия, комплектов каркасно-панельного домостроения. В 2021 году объем отгруженной продукции предприятий в обработке древесины и производстве изделий из дерева составила 48,5 млрд рублей.
По объемам выпуска пиломатериалов Красноярский край занимает второе место среди всех субъектов РФ, а по выпуску пеллет третье место.
В регионе планируется строительство двух целлюлозно-бумажных комбинатов.

### Химическая промышленность
Химическая промышленность края производит:
- бензин и нефтепродукты — Ачинский нефтеперерабатывающий завод;
- каучуки — Красноярский завод синтетического каучука;
- лекарственные препараты — Красфарма

Прекращено производство синтетических волокон. Работа ФГУП «Производственное объединение Красноярский химический комбинат «Енисей» прекращена.

### Атомная промышленность
В 1950-е годы в крае построен город Красноярск-26 и Горно-химический комбинат (Железногорск), город Красноярск-45 и Электрохимический завод.

### Нефтедобывающая промышленность
21 августа 2009 года началась промышленная эксплуатация Ванкорского нефтегазового месторождения. Запасы нефти на месторождении превышают 260 млн тонн, природного газа — около 90 млрд м³. Проектная мощность — 14 млн тонн нефти в год. По добыче нефти и газа Красноярский край в настоящее время занимает передовые позиции в Сибирском федеральном округе.

### Другая промышленность
В крае ведут деятельность крупнейшие финансово-промышленные группы:
- «Базовый элемент» (РУСАЛ Красноярский алюминиевый завод, Ачинский глинозёмный комбинат, Красноярский ЦБК)
- «Интеррос» («Норильский никель»)
- «Евраз» (Краснокаменский и Ирбинский железные рудники, лесной комплекс)
- «Группа МДМ» — СУЭК (добыча угля, энергетика)
- РЖД
- Роснефть

Кроме того значительны предприятия:
- Красноярский цементный завод
- Северо-Ангарский горно-металлургический комбинат (магнезитовые руды)

### Транспортная инфраструктура

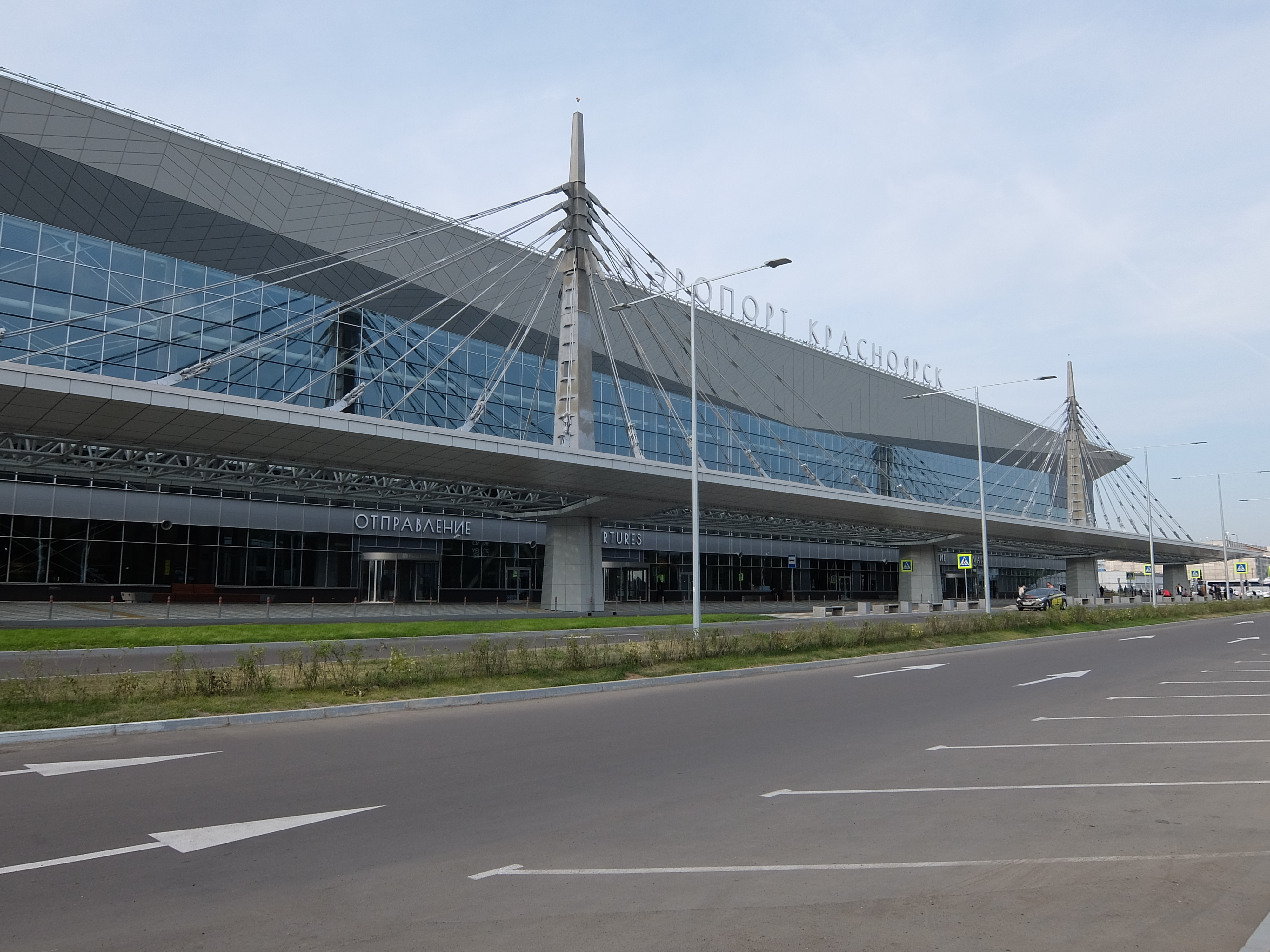
Международный аэропорт Красноярск (Емельяново)

Красноярский край является крупным транспортно-распределительным и транзитным узлом Сибирского федерального округа. Транспортный комплекс края представлен всеми видами транспорта, включая трубопроводный.
Железнодорожный транспорт
- Транссибирская железнодорожная магистраль с ответвлениями «Ачинск — Лесосибирск» и «Решоты — Карабула»; «Ачинск — Абакан» (ранее называлась Ачинско-Минусинская железная дорога «АчМинДор»);
- Южносибирская железнодорожная магистраль (участок «Абакан — Тайшет» — «Дорога мужества»);
- Норильская железная дорога

проектируется Северо-Сибирская железнодорожная магистраль и Трансполярная магистраль на месте заброшенного участка «Игарка — Долгий»
Автомобильный транспорт
Основные автомобильные трассы края:
- М53 «Байкал» (Кемерово — Красноярск — Иркутск)
- Р-257 «Енисей» (Красноярск — Кызыл — Монголия)
- Р409 «Енисейский тракт» (Красноярск — Енисейск)
- Р408 «Ачинск-Ужур-Троицкое» (Ачинск — Троицкое)

Водный транспорт
Северный морской путь и судоходство по Енисею (Енисейское речное пароходство)
Речные порты:
- Красноярский речной порт,
- Лесосибирский порт,
- Енисейский порт,
- морской порт в Игарке;
- морской порт в Дудинке

Водная артерия «Обь-Енисейский канал» не действует с 1942 года.
Воздушный транспорт
- Развит авиатранспорт: двадцать шесть аэропортов в том числе крупнейший международный аэропорт Емельяново в Красноярске.

Трубопроводный транспорт
- Край пересекают две нитки нефтепровода «Иркутск — Анжеро-Судженск».

Магистральные ЛЭП
- Магистральные ЛЭП: «Братская ГЭС — Красноярская ГЭС — Новосибирск», «Красноярская ГЭС — Саяно-Шушенская ГЭС».

### Транспортные компании
Крупнейшие транспортные компании Красноярского края:
- Красноярская железная дорога
- Енисейское речное пароходство
- Востоксибпромтранс
- Авиакомпания NordStar
- Авиакомпания Pegas Fly
- Авиакомпания КрасАвиа

Основным видом транспорта остаётся железная дорога. 74,3 % грузов в 2008 году перевозилось по железной дороге. Грузооборот предприятий транспорта в 2008 году составил 71,9 млрд т-км. В 2008 году предприятиями транспорта перевезено 459,5 млн человек и 84,3 млн тонн грузов.
Оборот предприятий транспорта в 2008 году составил 61,2 млрд рублей.

### Связь
В крае действует 220 операторов связи. В 2008 году они произвели услуг на 28,1 млрд рублей. Уровень телефонизации составил 167 стационарных телефонов на 1000 человек.

### Строительство
Интенсивное развитие крупной промышленности позволило создать в Красноярском крае мощный строительный сектор.
В строительной отрасли края занято больше 70 тысяч человек. Состав организаций-участников строительства в регионе включает около 7 тысяч компаний (11,5 % от общего числа организаций в крае, включая подрядные организации).
Крупнейшие предприятия:
- Бамтоннельстрой
- ЗАО «Фирма „Культбытстрой“»
- Красноярский и Ачинский цементные заводы
- ОАО «Железобетон»
- ОАО «Уяржелезобетон»
- ОАО «Красноярский завод ЖБИ-1»

В 2021 году в Красноярском крае введено 5707 зданий (2127,7 тыс. м².). Из них 5204 здания — жилого назначения, 503 здания — нежилые, в том числе: промышленные — 104, сельскохозяйственные — 15, коммерческие — 76, административные — 43, учебные — 7, здравоохранения — 4, другие — 254. Объём выполненных работ по виду экономической деятельности «Строительство» за 2021 год составил 229,6 млрд рублей (116,4 % к 2020 году).

### Сельское хозяйство

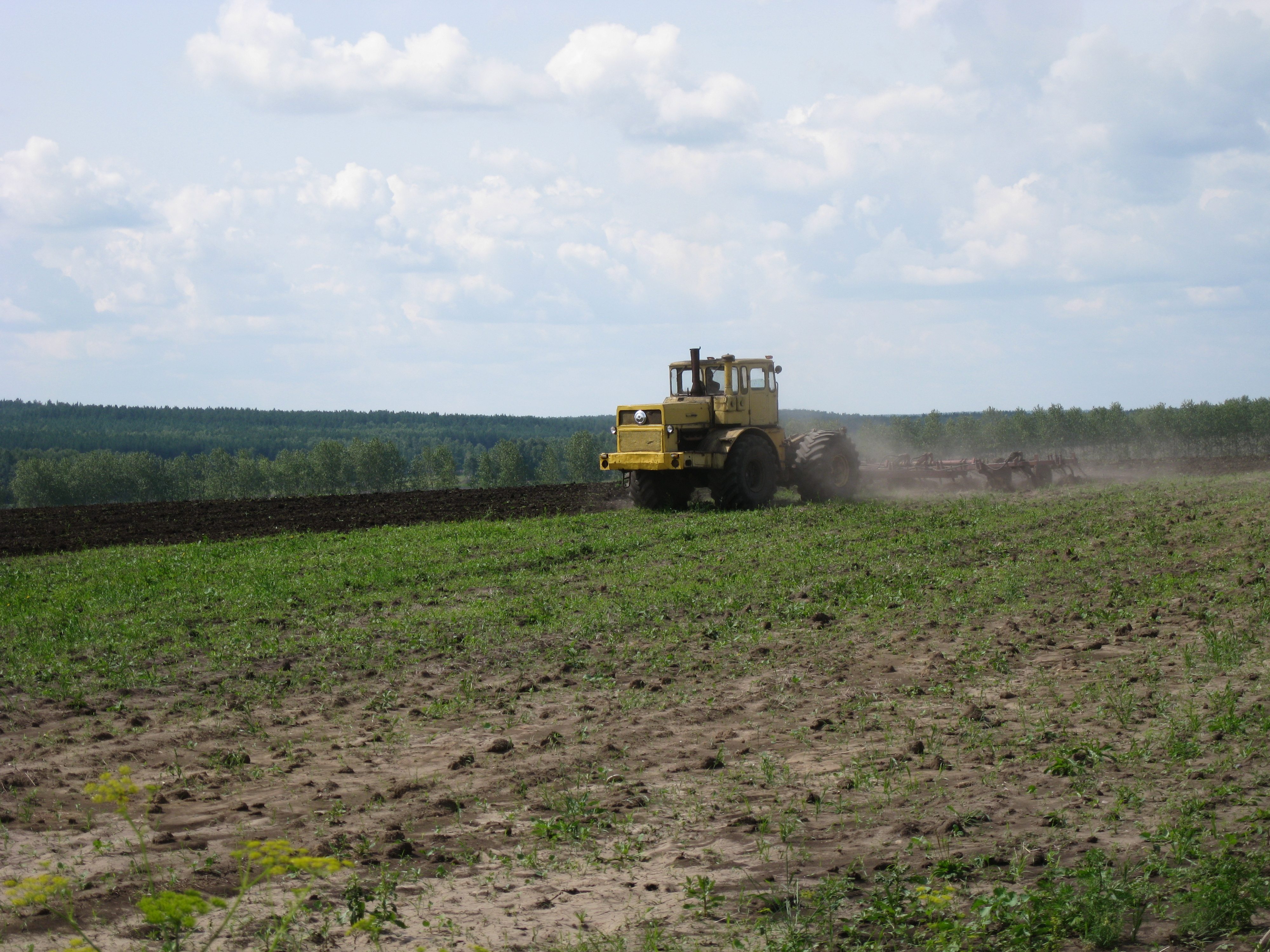
Пашня в Сухобузимском районе.

На гербе Красноярского края изображён лев с серпом и лопатой. Серп и лопата отражали главное занятие жителей — земледелие и добычу ископаемых, в первую очередь — золота.
Климат Минусинской котловины считается лучшим в Сибири — здесь выращивают лучшие в Сибири овощи и фрукты. Более 50 % краевого объёма сельскохозяйственного производства приходится на районы, расположенные в центральной и юго-западной частях края: Назаровский, Емельяновский, Ужурский, Берёзовский, Шушенский, Манский, Балахтинский, Шарыповский, Минусинский, Краснотуранский.
На заседании Правительства Красноярского края приняты изменения в госпрограмму региона «Развитие сельского хозяйства и регулирование рынков сельскохозяйственной продукции, сырья и продовольствия» на 2022—2024 годы. Финансирование в 2022 году составит 8,4 млрд рублей, в первую очередь на программы «Кадровое обеспечение агропромышленного комплекса края», «Поддержка садоводства и огородничества», «Развитие мелиорации земель сельскохозяйственного назначения». Зарплата работников в сельском хозяйстве увеличится на 27 %.
В программу развития производства и переработки сельхозпродукции на 2022—2024 годы входит строительство шести молочных комплексов в Ермаковском, Курагинском, Минусинском и Краснотуранском районах (Объём производства молока в крае увеличится на 95 тыс. тонн в год). В растениеводстве — строительство селекционно-семеноводческого центра в Ужурском районе. Планируемые мощности по хранению семян составят 60 тыс. тонн в год. В пищевой и перерабатывающей промышленности — строительство в Шарыповском районе завода по глубокой переработке пшеницы мощностью 250 тыс. тонн в год, для производства клейковины, лизин-хлорида, кормовых белковых концентратов и биоразлагаемого полимера.
В то же время средства, выделяемые на поддержку сельского хозяйства, не всегда используются по назначению, адекватно и эффективно, а непродуманная политика администраций районов и сельских поселений мешает жителям нормально содержать личные подворья.

#### Растениеводство
В сезоне 2022 планируется засеять яровыми 1,3 млн га (рост на 50 тыс. га). В том числе, зерновыми и зернобобовыми засеют 933 тыс. га, техническими культурами — 220 тыс. га. Для стимулирования производства картофеля и овощей в регионе действуют субсидии, под картофель планируется отвести 5,8 тыс. га, овощные культуры — 1,2 тыс. га: относительно прошлого года площади под ними вырастут.
В 2022 году собран рекордный за 35 лет урожай зерновых и зернобобовых культур 3,2 млн тонн в бункерном весе. Установлен исторический рекорд по урожайности — 34 ц/га. Собран рекордный урожай рапса 509 тыс. тонн, больше всех в стране четвертый год подряд. В хозяйствах всех категорий собрали 523,5 тысячи тонн картофеля(+4,1 %) и 137 тысяч тонн овощей открытого и закрытого грунта (-2 %). Урожайность картофеля 169,6 ц/га (162,4 ц/га в 2021), овощей открытого грунта 264,8 ц/га (254,2 ц/га). Основная часть картофеля и овощей выращена в хозяйствах населения — 79,1 % и 80,4 % соответственно.
В 2020 году урожай зерновых и зернобобовых культур составил 2,971 млн тонн в бункерном весе (2,392 млн тонн в 2019), при средней урожайности 32,1 ц/га (на 3 ц/га выше среднего показателя урожайности зерновых по России) с площади 873,5 тыс. га. (в этом году урожайность в Красноярске выше, чем на Ставрополье, на 20 %, такого не было никогда, и сложно вообще было себе представить, что такое возможно!). Это лучший результат во всей восточной части страны, наивысший урожай с 1994 года, тогда площадь посевов была 1,5 млн гектаров, а урожайность — всего 15 центнеров с гектара.
В 2022 году алтайскими селекционерами созданы сорта яровой мягкой пшеницы — «Гонец» и «Юнион». Новые интенсивные сорта рекомендованы для возделывания в Красноярском крае, являются более урожайными в сравнении со стандартами и имеют устойчивость к болезням и вредителям. В 2021 году урожайность пшеницы «Юнион» в Красноярском крае 98,0 ц/га, средняя урожайность 53,3 ц/га.
Для возделывания в Красноярском крае рекомендованы новые сорта гречихи. В 2020 году урожайность гречихи «Диана» в Красноярском крае 43,3 ц/га, средняя урожайность 23,4 ц/га. В 2021 году урожайность гречихи «Жданка» в Красноярском крае 40,3 ц/га, средняя урожайность 20,3 ц/га.
| тыс. гектар | 3927 | 2879,1 | 2507,6 | 1926,4 | 1608 | 1461,1 | 1538,1 | 1475,5 |

Общая посевная площадь сельскохозяйственных культур в хозяйствах края в 2007 году составляла 1493 тысячи гектаров. Объём производства зерна в 2008 году 2,155 млн тонн в весе после доработки. Посевные площади зерновых культур выросли на 2,9 %. Средняя урожайность зерновых по краю составляет 22,4 ц/га. Максимальная урожайность зерновых культур в 2008 году достигнута в хозяйствах Ужурского (36,7 ц/га), Назаровского (33,3 ц/га), Шарыповского (29,9 ц/га) районов.

#### Животноводство
Поголовье крупного рогатого скота в 2007 году составила 412,1 тыс. голов, поголовье свиней — 363,4 тыс. голов. В 2008 году сохранилась тенденция сокращения поголовья крупного рогатого скота. По состоянию на 1 января 2009 года оно уменьшилось в хозяйствах всех категорий по сравнению с аналогичным периодом предыдущего года на 2,9 %, в том числе коров — на 2,5 %.
Производство молока в 2008 году составило 676,3 тыс. тонн. Надой молока на одну корову — 3866 килограмм. В 2007 году было произведено 683,1 млн штук яиц.
На 1 июля 2021 поголовье крупного рогатого скота в хозяйствах всех категорий 337,5 тыс. голов (на 4,0 % меньше), из него коров — 130,8 тыс. голов (на 4,0 % меньше). Поголовье свиней 526,9 тыс. голов (на 1,4 % больше), овец и коз — 73,0 (на 7,4 % меньше), птицы — 5449,5 тыс. голов (на 6,2 % меньше).
В структуре поголовья скота на хозяйства населения приходилось 30,1 % крупного рогатого скота, свиней — 28,5, овец и коз — 80,1 % (на 1 июля 2020 соответственно — 31,6 %, 30,6, 80,0 %).
Красноярский край на 15 месте в России по производству молока, в 2020 году надоено 656,0 тыс. тонн (+2,3 %).
Надой молока на одну корову в 2020 году: хозяйства всех категорий 5353 кг (+310 кг), сельскохозяйственные организации 6185 кг (+371 кг), КФХ 5466 кг (+868 кг), хозяйства населения 4189 кг (+36 кг).
Средний суточный надой молока в 2020 году по области с молочной коровы составил 16,4 литров (среднероссийский показатель 16,9 литров, по СФО 13,8 литров). Поголовье молочных коров составляет 69042 голов.
В 2019 году произведено скота и птицы на убой (в убойном весе) 129,5 тысячи тонн, что на 3,7 процента меньше по сравнению с предыдущим годом. Производство крупного рогатого скота снизилось на 10,9 процента и составило 27,9 тысячи тонн, свинины — на 3,7 процента (78,7 тысячи тонн). Производство птицы увеличилось на 8,5 процента и в 2019 году составило 20,5 тысячи тонн.
Производство молока и яиц в крае в 2019 году увеличилось на 2,5 процента и на 6 процентов соответственно. Молока произведено 641,3 тысячи тонн, яиц — 854,2 миллиона штук. Отмечалось увеличение надоя молока на одну корову — с 4796 килограммов в 2018 году до 5043 килограммов в 2019 году (средний по России 6486 кг).
Племенные хозяйства разводят КРС молочных пород: симментальская, красно-пёстрая, голштинская и чёрно-пёстрая, мясных пород КРС: герефордская и абердин-ангусская, племенное хозяйство «Назаровское» разводит свиней породы: йоркшир, ландрас и дюрок.

#### Оленеводство
Край ещё в советский период обладал огромным оленьим поголовьем — в 1990 году в регионе было 108,1 тыс. оленей. Затем поголовье сократилось до 45,5 тыс. голов (2000 год), но после начало расти и в 2010 году в регионе было 73,1 тыс. оленей. По состоянию на 1 января 2011 года оленеводство носило исключительно экономический характер, а 93,2 % оленей принадлежало сельскохозяйственным предприятиям.
Таймырский муниципальный район — центр домашнего оленеводства в Красноярском крае. Поголовье домашних оленей в районе достигает 130 тыс. штук. В основном оленеводство сосредоточено на западе территории, на большинстве территорий востока полуострова этот вид деятельности был утрачен. «Норникель» намерен в 2021 году оценить состояние пастбищ на севере Красноярского края для понимания перспектив развития домашнего оленеводства.

### Перспективы экономического развития
Основные среднесрочные перспективы экономического развития края связаны с планами развития Нижнего Приангарья. Администрация Красноярского края разработала проект «Комплексное развитие Нижнего Приангарья». Создана Корпорация развития Красноярского края.
На первом этапе планируется построить: Богучанскую ГЭС, железную дорогу Карабула — Ярки, моста через Ангару в районе деревни Ярки, реконструировать автодороги Канск — Абан, Богучаны — Кодинск. Алюминиевый завод мощностью 600 тысяч тонн в Богучанском районе, лесоперерабатывающий комплекс мощностью 900 тысяч тонн целлюлозы в Кежемском районе.
На втором этапе: Тагарское металлургическое объединение, Горевское металлургическое объединение, газоперерабатывающий в Кежемском районе,
строительство железной дороги Карабула — Тагара — Кодинск — Недокура — Усть-Илимск цементный завод на базе Чадобецкого глинозёмного комбината.
Общая стоимость проекта: 354,072 млрд рублей.
Возможно включение северных районов края в проект освоения арктических регионов КНР.

## Образование
Красноярский край с 1 апреля 2010 года участвует в проведении эксперимента по преподаванию курса «Основы религиозных культур и светской этики» (включает «Основы православной культуры», «Основы исламской культуры», «Основы буддийской культуры», «Основы иудейской культуры», «Основы мировых религиозных культур», и «Основы светской этики»).

## Культура
В Красноярском крае действуют:
- 12 профессиональных театров и Красноярская краевая филармония;
- 124 детских музыкальных, художественных, хореографических школы и школы искусств;
- 49 музеев;
- 148 кинотеатров и киноустановок;
- Красноярский государственный цирк.

Красноярский край занимает четвёртое место (наравне с Москвой) по количеству победителей на ежегодно проходящих Молодёжных Дельфийских играх России.

### Библиотеки
В Красноярском крае действуют 1146 публичных библиотек, включая 4 государственные и 1142 муниципальные библиотеки. Совокупный библиотечный фонд библиотек края в 2019 году составил более 19,5 млн экземпляров. В 2019 г. публичные библиотеки края обслужили свыше 1 миллиона 354 тыс. пользователей или 47,2 % жителей края, что превышает средние показатели по России (31,3 %) и Сибирскому федеральному округу (28,2 %). Пользователям было выдано около 31,5 млн документов. 94,9 % библиотек подключены к Интернет (в России — 81,4 %, СФО — 81,9 %). С 2015 г. в Красноярском крае реализуется краевой проект по модернизации библиотек «Библиотеки будущего». За это время в рамках проекта за счёт средств краевого бюджета модернизировано 27 библиотек, из них 26 — муниципальных (Бородино, Дивногорске, Канске, Красноярске, Минусинске, Шарыпово, Дудинке, Сосновоборск, Железногорск, Лесосибирске, Назарово), а также Красноярская краевая молодёжная библиотека (2 структурных подразделения) (данные на октябрь 2020 г.).

### Театры

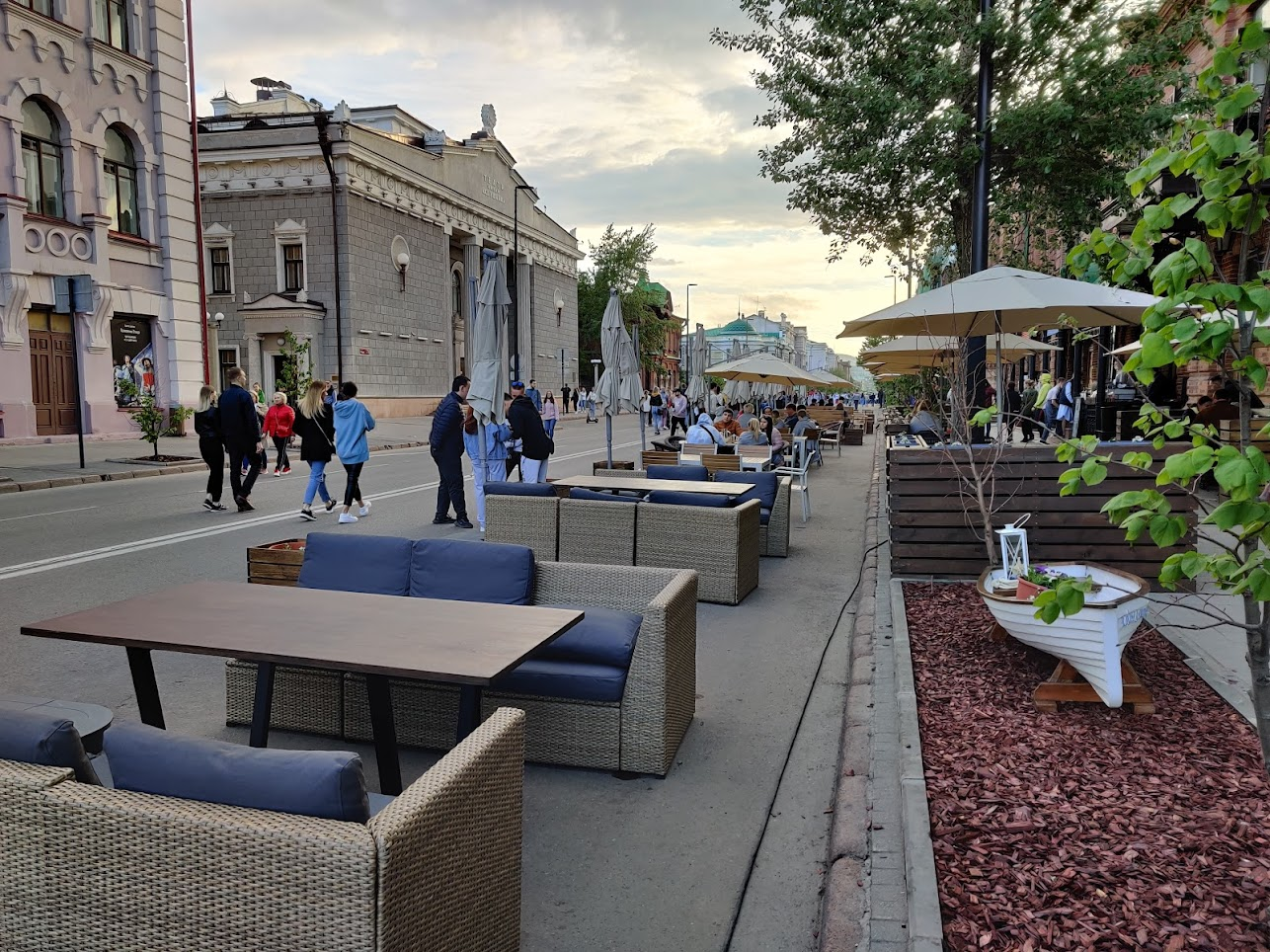
Исторический центр Красноярска, слева красноярский театр им. А. С. Пушкина

На территории Красноярского края расположены театры:
- Красноярский драматический театр имени А. С. Пушкина
- Красноярский государственный театр оперы и балета
- Красноярский музыкальный театр
- Красноярский государственный театр юного зрителя
- Красноярский краевой театр кукол
- Норильский Заполярный театр драмы имени Вл. Маяковского
- Лесосибирский городской театр «Поиск»
- Минусинский городской драматический театр
- Ачинский городской драматический театр
- Канский городской драматический театр
- Железногорский театр оперетты
- Шарыповский Драматический Театр
- Мотыгинский Районный Драматический Театр

### Музеи

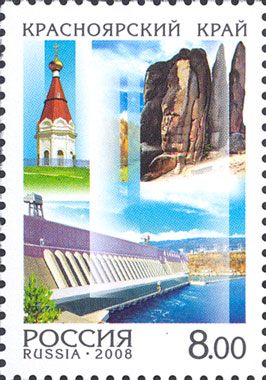
Почтовая марка России 2008 года

Красноярский край, наряду с Иркутской и Омской областями, находится среди лидеров по числу музеев в Сибири.
В 1877 году Николай Михайлович Мартьянов создал в Минусинске один из первых в Сибири краеведческих музеев — Минусинский краеведческий музей. В 1883 году открыт краеведческий музей в Енисейске. Музей создан Л. И. Кытмановым и Н. В. Скорняковым. Один из крупнейших в России краеведческих музеев Красноярский краеведческий музей был открыт 12 (24) февраля 1889 года.
На территории края располагается Музей-заповедник «Шушенское», единственный в Красноярском крае музей по открытым небом. Законом Красноярского края от 11.10.2012 г. N-3-580 музей-заповедник «Шушенское» отнесён к числу особо ценных объектов культурного наследия края.

### Спорт
В Красноярском крае функционируют 5299 спортивных сооружений. В 2007 году красноярскими спортсменами на всероссийских и международных соревнованиях было завоёвано 116 медалей. В 2007 году в крае было проведено 360 краевых спортивно-массовых мероприятия и более 20 всероссийских и международных соревнований.
Организацией футбола в регионе занимается Красноярская краевая федерация по футболу. С 1935 года проводится чемпионат Красноярского края по футболу.

### Туризм
С 2015 года в Красноярске разработана крупнейшая в России сеть промаркированных троп для пеших прогулок «Красноярский Хайкинг». Тропы насчитывают более 400 км. Многие из них начинаются в городской черте и сегодня доступны всем жителям и гостям города. Самым крупным по количеству экскурсионных предложений, туристических клубов, детских и подростковых туристических лагерей в Красноярском крае является Муниципальное молодёжное автономное учреждение города Красноярска «Центр путешественников», основан в 1994 году.
В 1978 году в Австрии был построен четырёхпалубный круизный теплоход «Антон Чехов». По Енисею начинали проводиться туристические круизы из Красноярска до Игарки, но в виду, в числе прочего, большого риска при проходе через Казачинские пороги в XXI веке его перевели Северным морским путём для эксплуатации на Волге.
Большое количество туристов посещает Шушенское и международный фестиваль этнической музыки «Саянское кольцо».
Известность получила и «Абсолютная Дрэг-Битва в середине России» — знаменитое соревнование по дрэг-рэйсингу, на котором было установлено большинство рекордов страны в этой дисциплине.
Большим туристическим потенциалом обладают Енисейск — один из лучших уездных городов России XIX веке.

## Религия

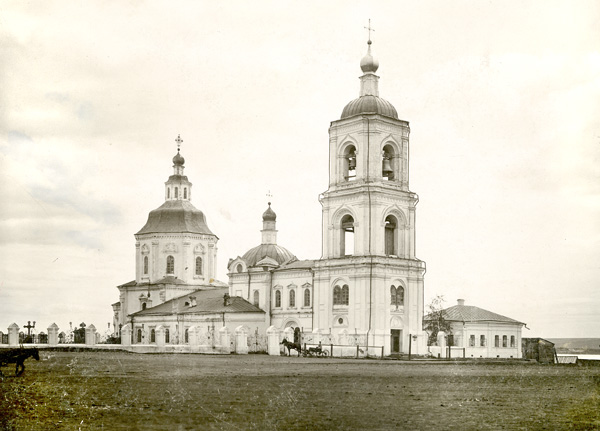
Воскресенский собор в Красноярске, начало XX века

До Октябрьской революции 1917 года
По переписи 1897 года (%):
- Православие — 93,8
- Старообрядцы — 2,1
- Иудеи — 1,1
- Католики — 1,1
- Мусульмане — 0,9
- Лютеране — 0,3

В советский период
На начало 1924 года в Енисейской губернии было зарегистрировано 379 общин:
- Православие — 314
- Старообрядчество — 15
- Евангельские христиане — 12
- Иудаизм — 11
- Ислам — 11
- Баптизм — 9
- Лютеранство — 4
- Католицизм — 3

После распада СССР
На 1 января 2008 года было зарегистрировано 273 религиозные организации (в том числе 5 — централизованных) более чем трёх десятков религиозных направлений:
- Русская православная церковь — 109
- Евангельские христиане и христиане веры евангельской (пятидесятники) — 55
- Евангельские христиане-баптисты — 29
- Свидетели Иеговы — 17
- Ислам — 15
- Римско-католическая церковь — 14
- Адвентисты седьмого дня — 9
- Иудаизм — 6
- Лютеране — 6
- Буддизм — 3
- Истинно-православная церковь — 3
- Армянская апостольская церковь — 1
- Старообрядцы — 1
- Прочие — 4

## Средства массовой информации
Газеты и журналы
- Газета «Красноярский рабочий» (издавалась с 1905 по 2024 год)
- Газета «Сады Сибири»
- Газета «Наш Красноярский край» — официальный орган опубликования нормативных правовых актов государственных органов края
- Журнал «Renome-обозрение»
- Газета «Красноярский регион» (объединяет 58 территорий Красноярского края)

Радио
Телевидение
- ГТРК «Красноярск» (вещает совместно с телеканалами Россия-1 и Россия-24)
- Енисей (вещает совместно с ОТР в цифровом эфире)
- Восьмой канал — Красноярский край (Восьмой канал-Красноярск) (вещает совместно с Восьмым каналом)

## Дополнительные факты
Расположенные на территории Красноярского края Таймырский Долгано-Ненецкий и Эвенкийский районы имеют площадь 879 929 км² и 763 197 км² соответственно, являясь крупнейшими по размерам территории муниципальными и административными районами в России. На территории Красноярского края являются административно-территориальными единицами с особым статусом, поскольку изначально были самостоятельными субъектами Российской Федерации. Оба занимают более половины общей территории региона, а также превосходят по территории все европейские государства (кроме частично расположенных в Европе Дании и Казахстана) и субъекты европейской части России. Но их население не слишком велико: 31 697 и 15 733 жителей соответственно, что обусловлено географическим положением.